# Влодек Лев Львович
Лев Вло́дек (пол. Lew Władek; 2 жовтня 1842 — †після 1918) — видатний російский архітектор польського походження часів Російської імперії. Спадковий дворянин, дійсний статський радник з 1909 року. Представник одеської архітектурної школи історизму.

## Біографія

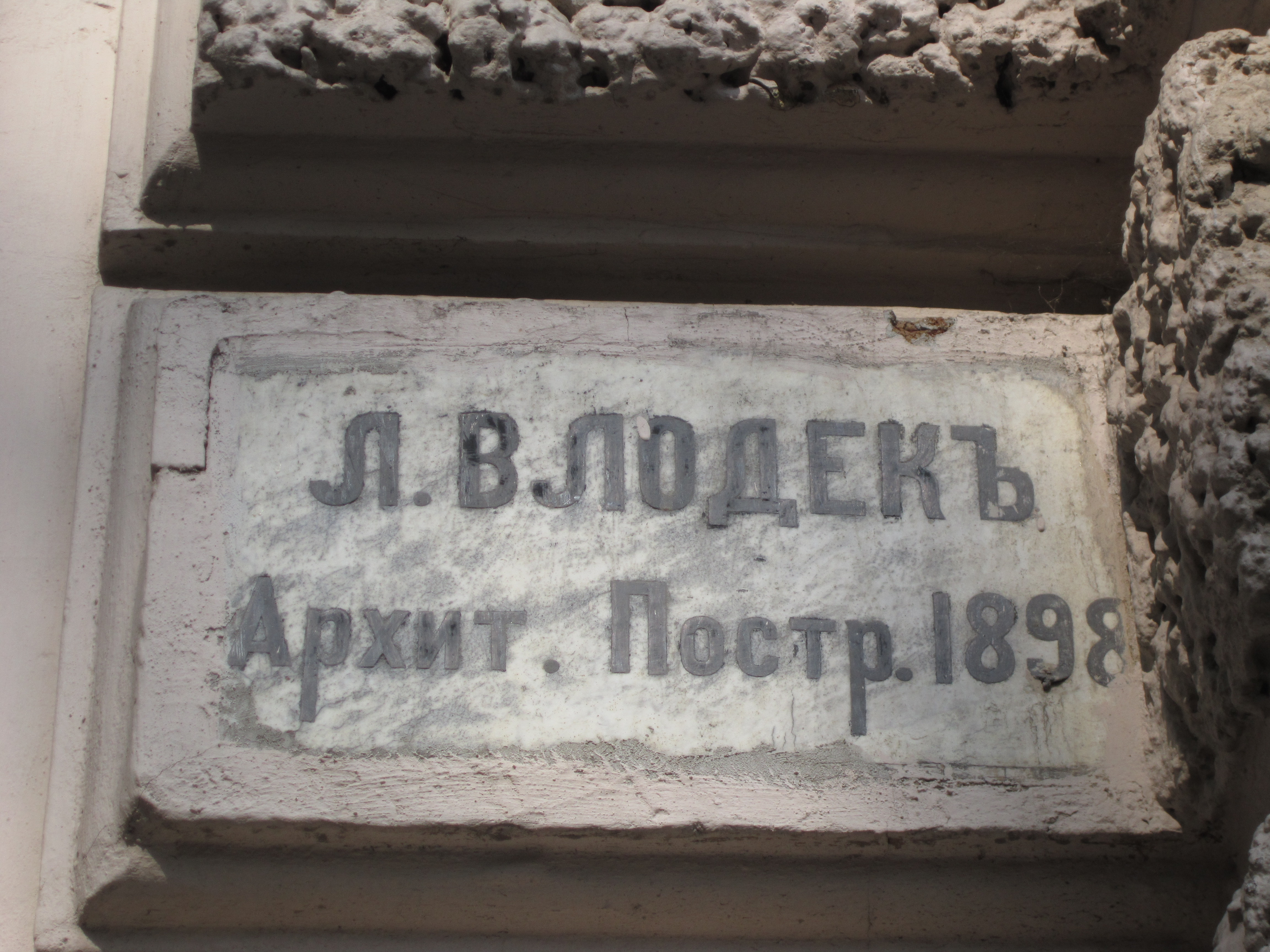
Таблиця на останньому власному будинку

Народився 2 жовтня 1842 року у місті Липовець Київської губернії.
Навчався у Першій житомирській гімназії.
З 1859 по 1864 рік — навчався у Петербурзькому будівельному училищі. Отримав звання архітекторського помічника і чин X класу.
З 1864 року обіймав архітектурну посаду в Одеському будівельному комітеті. Незабаром перевівся в Управління головного інженера чорноморських комерційних портів, де під керівництвом досвідчених інженерів Віктора Августиновича і Починського здійснював досліди над властивостями будівельних матеріалів, зокрема, бетонних масивів, що використовувались для спорудження причальних ліній Одеського порту. Одночасно, керував двома заводами, що виготовляли бетон. Досвід і набуті знання пізніше використовував під час спорудження будівель, де бетонні шви поєднано з цегляними стінами.
З 1871 по 1912 рік — працював головним архітектором при одеському градоначальникові. Представник одеської архітектурної школи історизму. За виконання значних робіт отримав звання інженера-архітектора.
У 1890-х роках — здійснював технічний нагляд за будівництвом великої кількості будинків, серед яких було багато одно- та двоповерхових споруд та перебудов для різних верств населення, зокрема, багато споруд зводилось у передмісті Молдаванка. Паралельно з цим — створив низку важливих громадських будівель, таких як притулки для різноманітних установ та товариств, Пасаж Менделевича, цирк Санценбахера, Тюремний замок.
На межі ХІХ — ХХ століття спорудив кілька будівель разом з архітекторами Товієм Фішелем та Самуїлом Мільманом, які не мали права на будівництво.
Активно займався громадською діяльністю. З 1884 року — член ради Одеського товариства красних мистецтв. Був членом Одеського відділення Російського Технічного товариства, де в 1890-ті роки був заступником голови і головою архітектурного відділу. Приймав активну участь в роботі з'їздів зодчих Російської імперії. Виступав на І з'їзді з пропозицією посилення архітектурного контролю під час будівництва приватних споруд. На III з'їзді — зробив доповідь «Про регулювання цін».
У 1875 році жив у будинку Горголі по Троїцькій вулиці, 40 (тоді № 36, будинок не зберігся). З 1883 року — у власному будинку на Кінній, 8 (тоді № 2в). Між 1889–1890 роками — продав ділянку на Кінній і переселився у квартиру будинку Кохно по Коблевській, 36 (тоді № 34). У 1891 році — переїхав у будинок Гома на Пастера, 18. У межах 1892–1893 років — переїхав у будинок евангелійсько-реформатської церкви на Пастера, 64 (тоді № 58). У 1894 році — переїхав у будинок Неймана на вулиці Європейській, 26 (тоді № 30). У 1899 році — остаточно переїхав у щойно споруджений власний будинок на вулиці Новосельського (тоді № 77), де мешкав і у 1910-х роках.
З 1909 року — дійсний статський радник.
Помер після 1918 року — точна дата невідома. Похований на Першому Християнському цвинтарі. У 1937 році комуністичною владою цвинтар було зруйновано. На його місці відкрили «Парк Ілліча» з розважальними атракціонами, а частину території — передали місцевому зоопарку. Нині достеменно відомо лише про деякі перепоховання зі Старого цвинтаря, а дані про перепоховання Влодека — відсутні.

## Споруди в Одесі

### Житлові
- Два будинки Бухарина, 1875 р., Прохорівська пл.[14]; (місцезнаходження невідоме),
- Будинок Аркудинського, 1875 р., Ланжеронівська вул., 21 / Гаванна вул., 9[14]. Пам'ятка історії № 161-Од[15];
- Будинок Швенднера, 1875 р., Рішельєвська вул., 82 / Пантелеймонівська вул., 23[14] (не зберігся);
- Корпус готелю Вікторія", 1880-ті рр., Преображенська вул., 17. Пам'ятка архітектури № 633-Од[15];
- Будинок Зоншейна, 1881 р., Велика Арнаутська вул., 57. Пам'ятка архітектури № 138-Од[15];
- Будинок Никифорова, 1887 р., Успенська вул., 21 / Маразліївська вул.[14];
- Будинок і флігель, 1887 р., Госпитальна вул. / М'ясоєдовська вул.[14];
- Будинок і склад Сутягіна, 1887 р. (Пізніше будинок надбудований третім поверхом, збереженість складу невідома), Садиківська вул., 40[14] (будинок пізніше надбудований);
- Будівельні праці стосовно будинку Розенблата, 1888 р. (первісна споруда — арх. П. О. Заварзін, 1887 р.), Преображенська, 46 / вул. Жуковського, 42. Пам'ятка архітектури № 670-Од[15];
- Розширення будинку Калиновських (колишній палац Л. Каліо), 1890 р., Тираспольська вул., 4 / Ніжинська вул.[14];
- Чотири будинки Вольфа, 1890 р., Картамишівська, 8 / Середня вул.[14] (ймовірно не збереглись);
- Будинок Диварі, 1890 р., Олексіївська пл., 7[14];
- Будинок і флігель Кловаченка, 1890 р., Гімназична вул., 28[14];
- Будинок і флігель Мошковича, 1890 р., вул. Генерала Ватутіна, 4[14];
- Будинок Дмитрієва, 1890 р., Косвена вул., 13 (не зберігся)[14];
- Будинок Короні, 1890 р., Європейська вул., 56[14];
- Будинок Хаймовича, 1890 р., Рішельєвська вул., 54[14]. Пам'ятка архітектури № 755-Од[15];
- Будинок і флігель тютюнової фабрики Асвадурова, 1891 р., Успенська вул., 66[14];
- Будинок Перазича, 1891 р., Пантелеймонівська вул., 8[14];
- Два будинки Гелерфарба, 1891 р., Мала Арнаутська вул., 85 (після ДСВ об'єднаний із східним будинком іншого власника і значно перебудований)[14]. Щойно виявлена пам'ятка архітектури[15];
- Будинок Л. Ситникова, 1891 р., вул. Олександра Кутузакія, 13[16];
- Два будинки Блюма, 1891 (двоповерхові) р., Мала Арнаутська вул., 119 / Книжковий пров., 23[14];
- Будинок Єфімова, 1891 р., Градоначальницьк вул., 9 / Південна вул., 2[14];
- Будинок і флігель С. А. Абрамович, 1891 р., Книжковий пров., 13[14][17];
- Будинок і флігель Цимбала, 1891 р., вул. Бориса Литвака, 32;
- Два флігеля Скульського, 1891 р., Старорізницька вул., 31В / Олександрівський просп.[14][18]; (зруйновані у 2014 р.);
- Будинок і склад (Сапожникова), 1891 р., Базарна вул., 102 / вул. Бориса Литвака, 11[14]. Пам'ятка історії № 102-Од[15];
- Будинок Мойсеева, 1891 р., Велика Арнаутська вул., 18 / вул. Осипова, 35[14];
- Будинок Веліканова, 1891 р., вул. Леха Качиньського, 5 / Польський узв., 10. Пам'ятка архітектури № 647-Од[15];
- частина 2-поверхового з підвалом будинку Ослана, 1893 р., на Катеринінська вул., 42 / Єврейська вул., 37[14][19]; (не зберігся);
- Відновлення після пожежі будинку Дубина, 1893 р., Мала Арнаутська вул., 105 / Олександрівський просп., 43[14][20] (не зберігся);
- Будинок Грейдінберга, 1893 р., Мала Арнаутська вул., 28 / Канатная вул., 67[14];
- Будинок Тепера, 1893 р., Книжковий пров., 5[14];
- Будинок Толстикова, 1893 р., вул. Новосельського, 42[14];
- Два флігелі Хирича, 1893 р., вул. Осіпова, 50[14][21];
- Будинок і флігель Борисової, 1893 р., Гімназична вул., 18[14];
- Будинок і флігель Зелинковської, 1893 р. (У 1907 році флішель надбудований А. Б. Мінкусом), Велика Арнаутська вул. № 14[14][22]. Пам'ятка архітектури № 130-Од[15];
- Будинок Вейнштейна, ймовірно сер. 1890-х рр., вул. Гоголя, 5. Пам'ятка архітектури № 44-Од[15];
- Будинок Л. Л. Влодека, 1898 р., вул. Новосельського, 79. Пам'ятка архітектури № 552-Од[15];
- Пасаж Менделевича (спільно з Т. Л. Фішелем і С. І. Мільманом, а також нагляд за будівництвом), 1898–1899 рр., Дерибасівська вул., 33 / Преображенська вул.[14]. Пам'ятка архітектури № 23-Од[15];
- Будинок О. І. Фальц-Фейна, проєкт 1899 р.; Спорудження: С. А. Ландесман), 1900 р., вул. Гоголя, 7[14].[23]. Пам'ятка архітектури № 171-Од[15];
- Корпус готелю «Вікторія», кін ХІХ ст, вул. Пастера, 31[14] Пам'ятка архітектури № 633-Од[15];
- Будинок і флігелі О. С. Щербакова; спорудження флігелів: 1899 р.; спорудження фасадного будинку 1901 р., Ніжинська вул., 30[14][24]. Пам'ятка архітектури № 509-Од[15];
- Будинок Юр'євича, поч. ХХ ст., Грецька вул., 45. Щойно виявлена пам'ятка архітектури[15];
- Будинок Юр'євича, поч. ХХ ст., Грецька вул., 45 / Преображенська. Пам'ятка архітектури № 6-Од[15];
- Будинок Раухверхера, ? — 1901 р., Пушкінська вул., 59[25]. Пам'ятка архітектури № 721-Од[15];
- Будинок Петрової, 1902 р., Маразліївська вул., 38. Пам'ятка архітектури № 454-Од[15];
- Готель «Великий Московський» (спільно з Т. Л. Фішелем і С. І. Мільманом, а також нагляд за будівництвом), 1902–1904 рр., Дерибасівська вул., 29[14][26]. Пам'ятка архітектури № 235-Од[15];

### громадські
- Комплекс споруд міського водогону (спільно з С. А. Ландесманом), 1880-ті — 1890-ті рр., Водопровідна вул., 15. Щойно виявлена пам'ятка архітектури[15];
- Притулок Одеського товариства піклування бідних, 1883 р., вул. Старопортофранківська вул., 8[27]. Щойно виявлена пам'ятка архітектури[15];
- Дитячий притулок імператриці Марії, 1892 р., Маріїнська вул., 1 (перебудований у житловий будинок)
- Одеський тюремний замок (на основі проєкту проф. А. О. Томішко), 1894 р., Люстдорфська дор., 11. Щойно виявлена пам'ятка архітектури[15];
- Цирк Санценбахера (спільно з інж. А. Д. Гельфандом, 1894 р., Коблевська вул., 25. Пам'ятка архітектури № 367-Од[15][28];
- Винні склади удільного відомства, 1895 р., Французький бульв., 10. Щойно виявлена пам'ятка архітектури[15];
- Рятувальна станція у Люстдорфі (нині Чорноморка), арх. Л. Л. Влодек, Л. Ф. Прокопович, 1900 р.[14] (збереженість невідома)
- Училище торгового мореплавства, проєкт: Фішель Товій, нагляд: ймовірно Л. Л. Влодек, 1902–1904 р., Канатна вул., 8[29]. Пам'ятка архітектури № 289-Од[15];
- Ангар Великовокзального трамвайного депо, 1910-ті рр., Олексіївська пл., 21а. Щойно виявлена пам'ятка архітектури[15];
- Ангар Рішельєвського трамвайного депо, 1910-ті рр., Водопровідна вул., 1. Щойно виявлена пам'ятка архітектури[15];

## Галерея

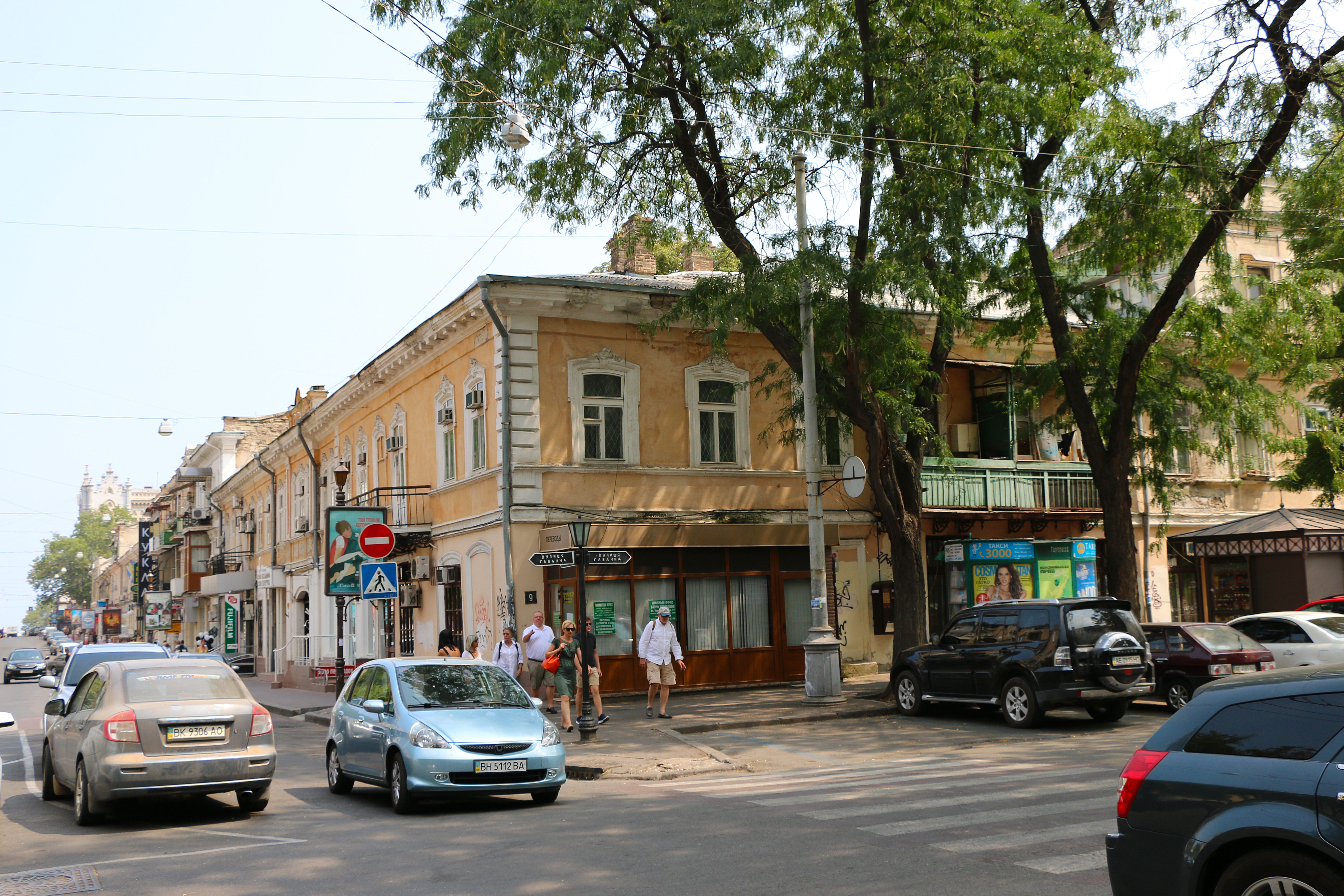
Будинок Аркудинського, 1875
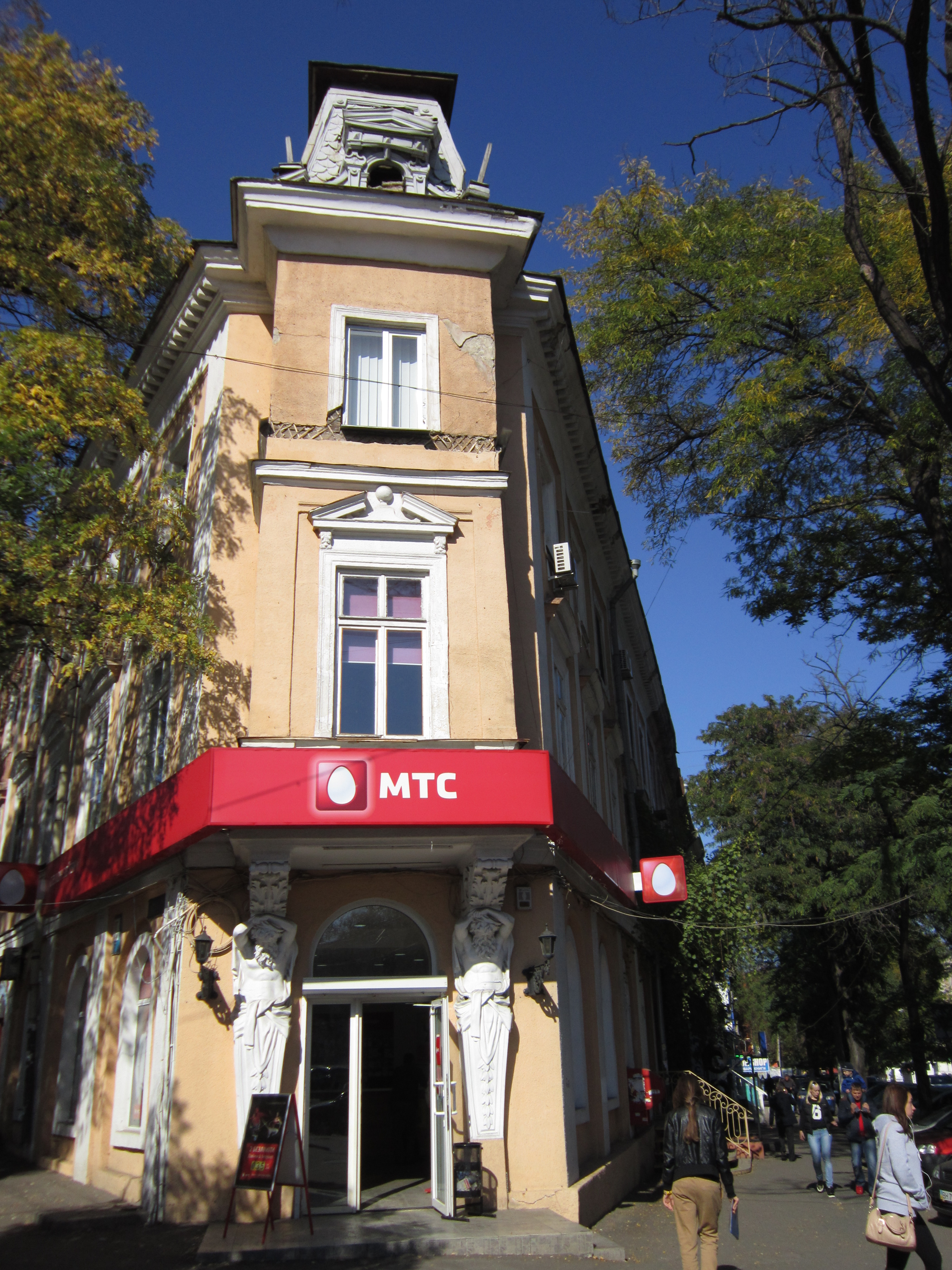
Корпус готелю Вікторія", 1880-ті рр.
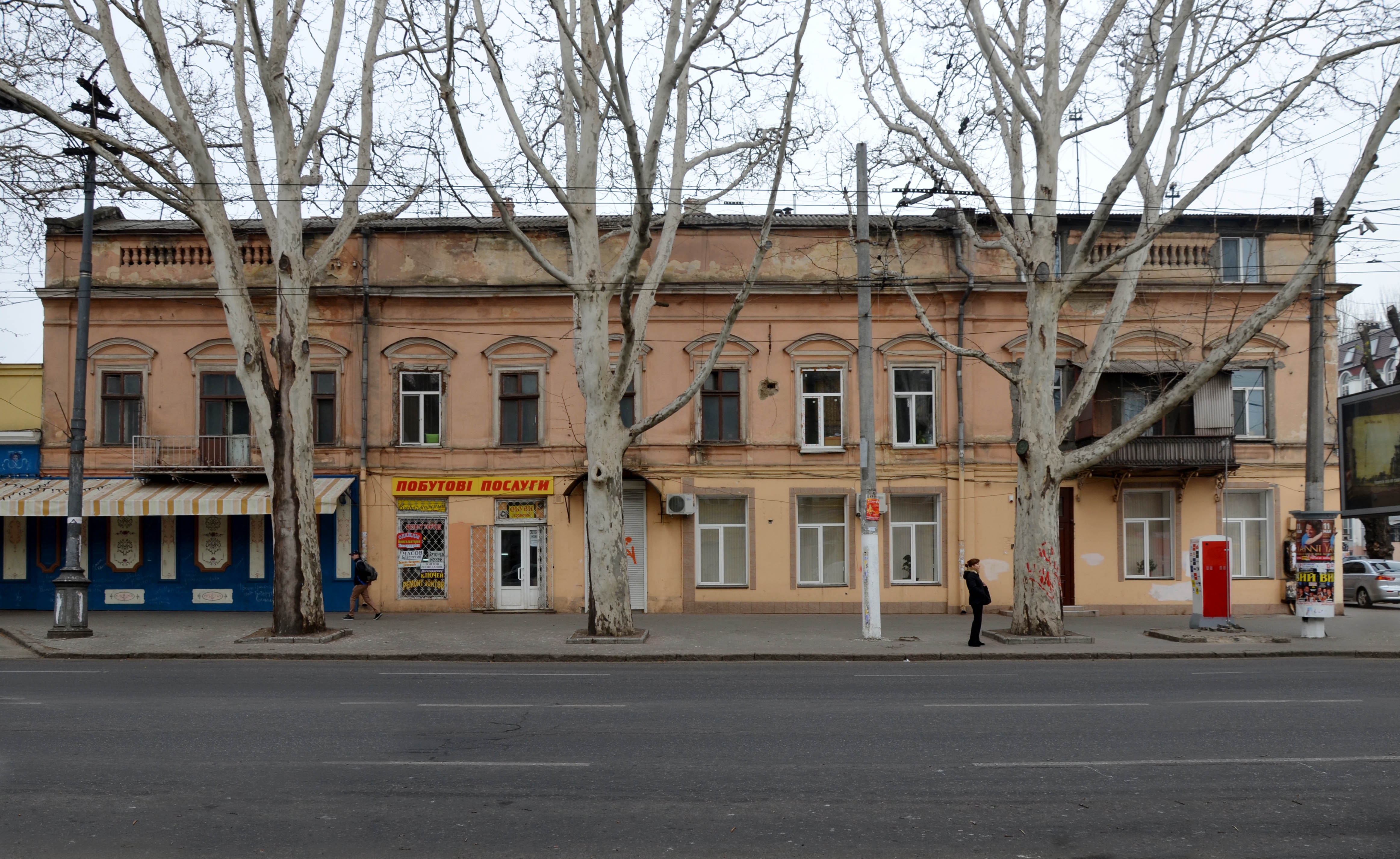
Будинок Зоншейна, 1881
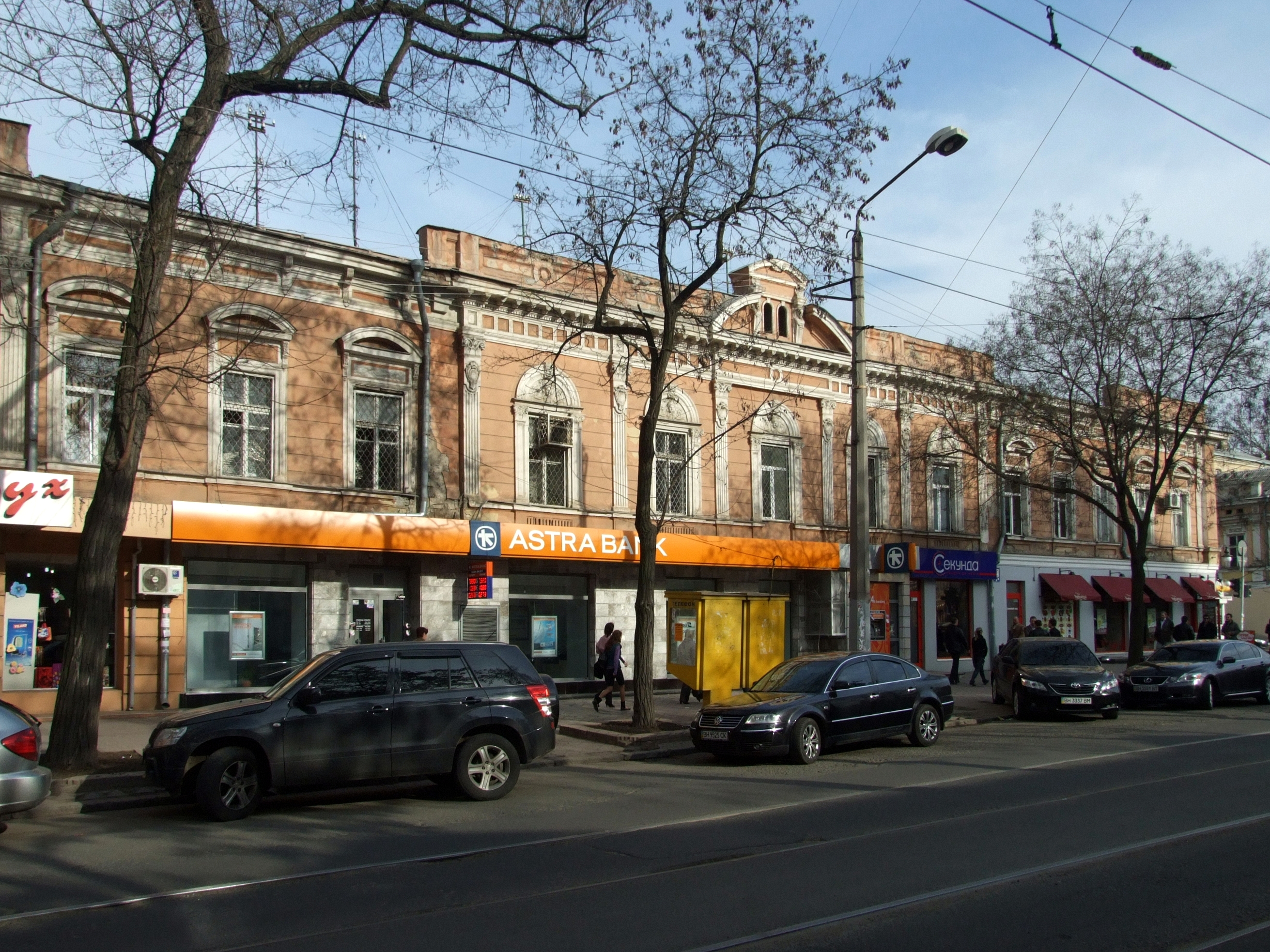
Будинкок Розенблата, невідомі будівельні роботи 1888
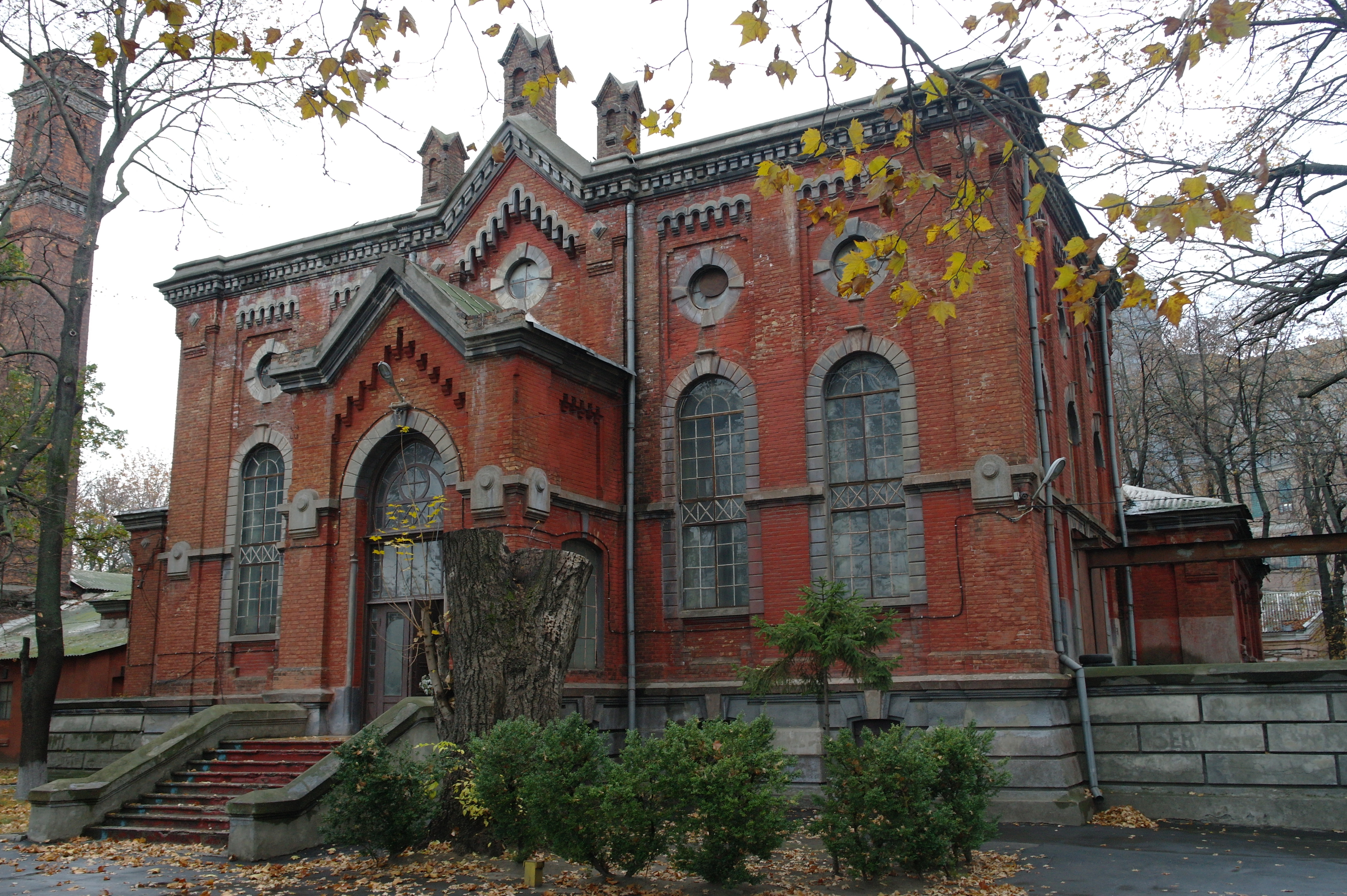
Споруда міського водогону (спільно з С. А. Ландесманом), 1880-ті - 1890-ті рр.
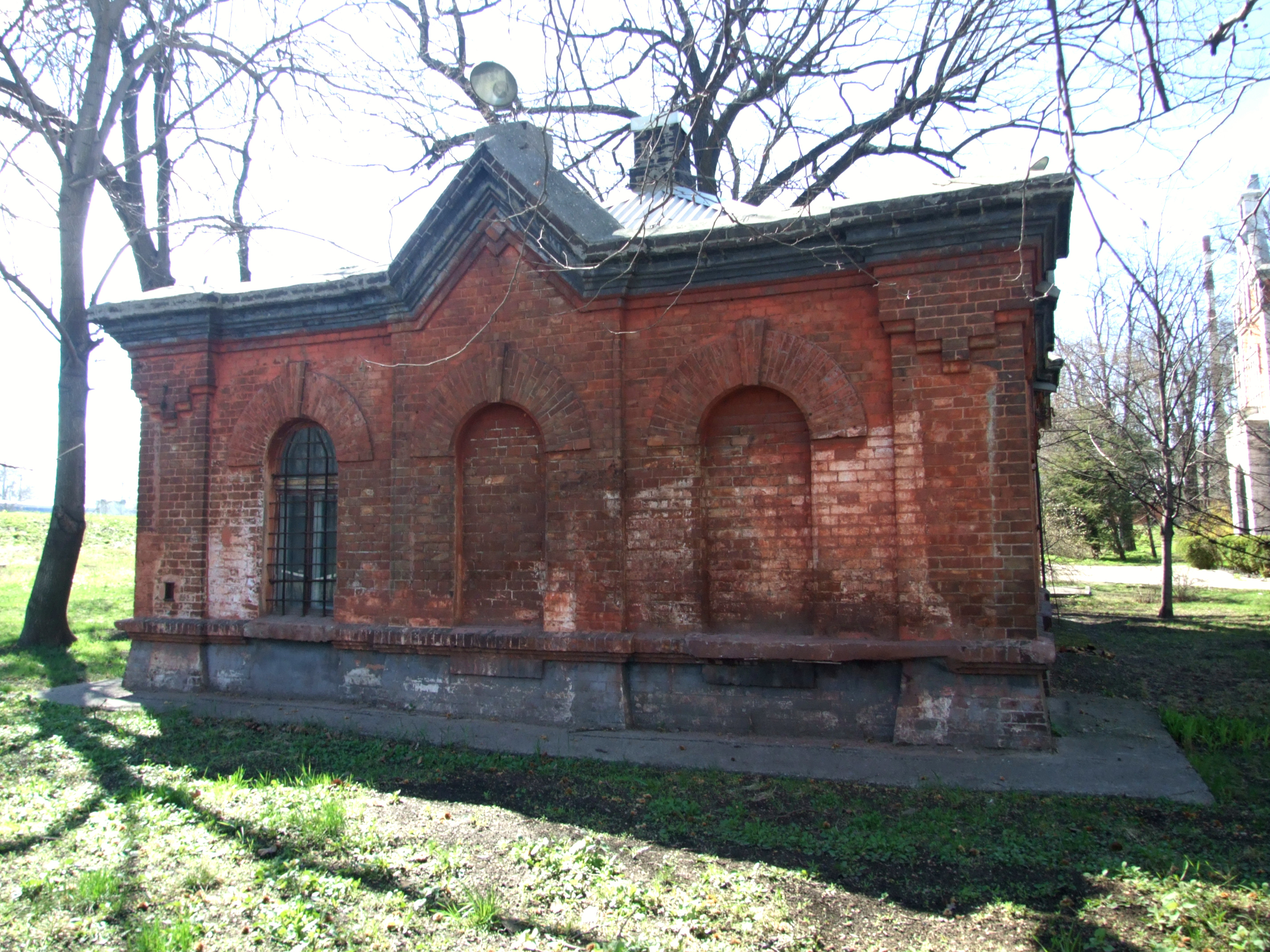
Споруда міського водогону (спільно з С. А. Ландесманом), 1880-ті - 1890-ті рр.
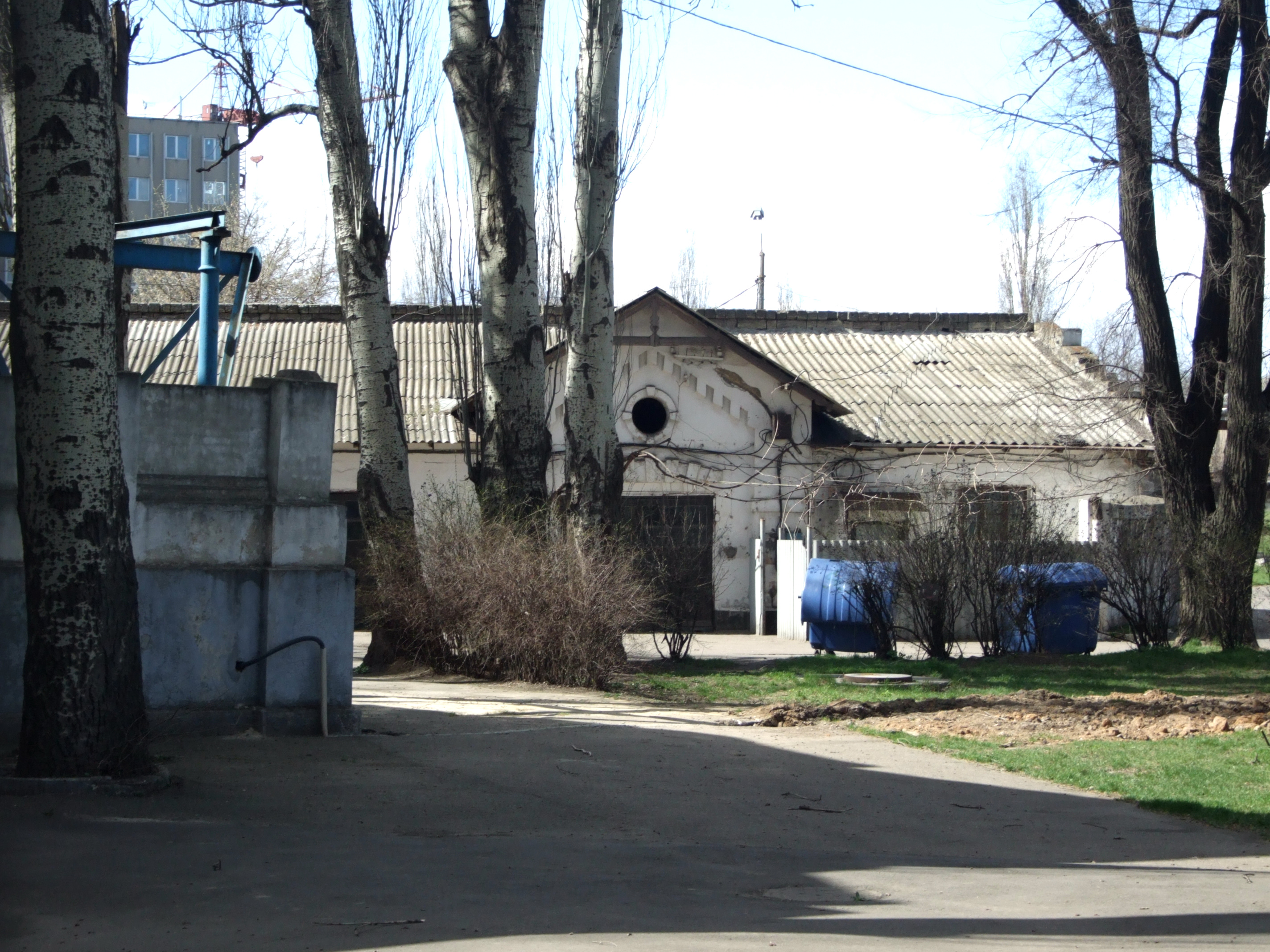
Споруда міського водогону (спільно з С. А. Ландесманом), 1880-ті - 1890-ті рр.
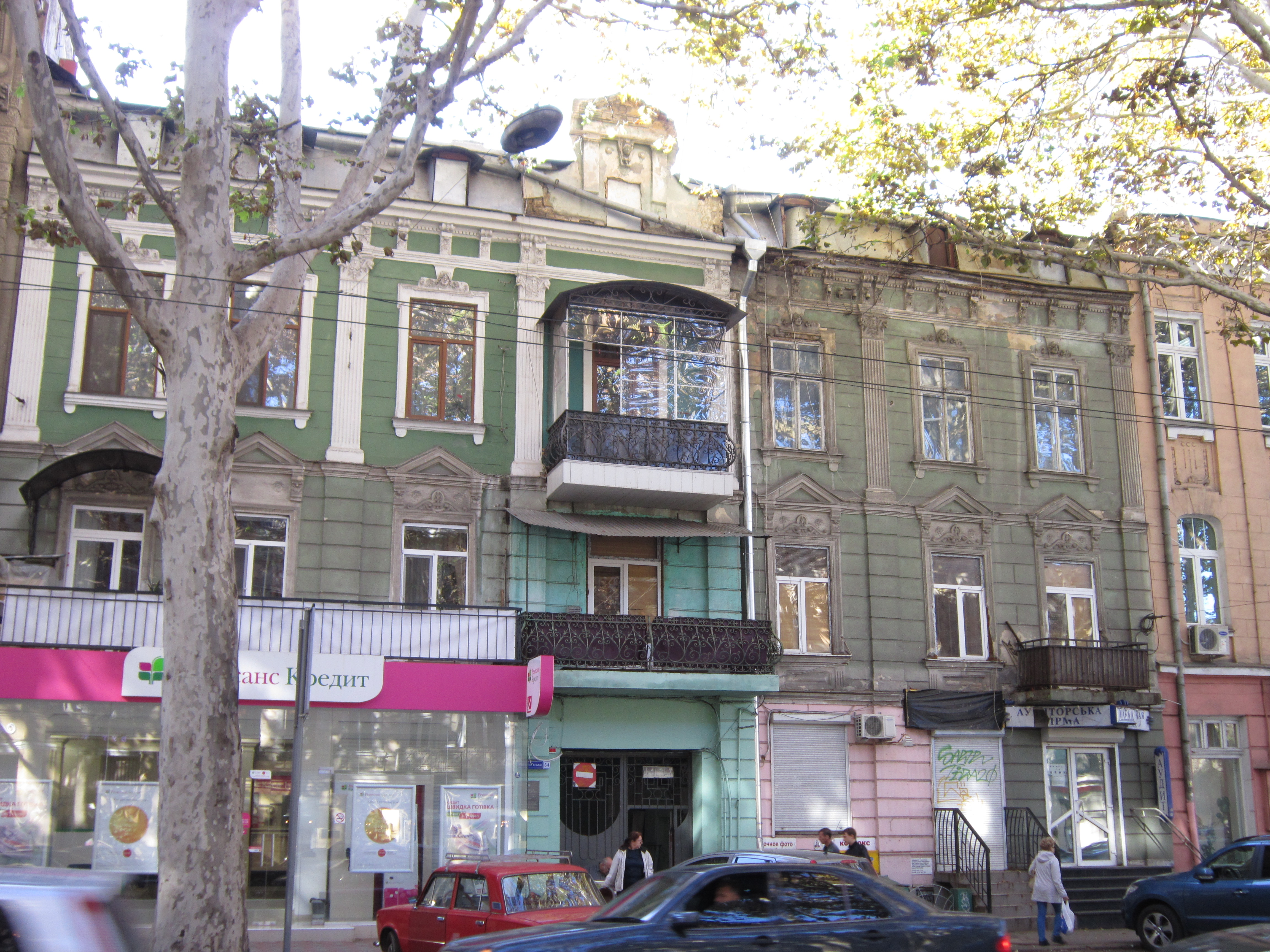
Будинок Хаймовича, 1890
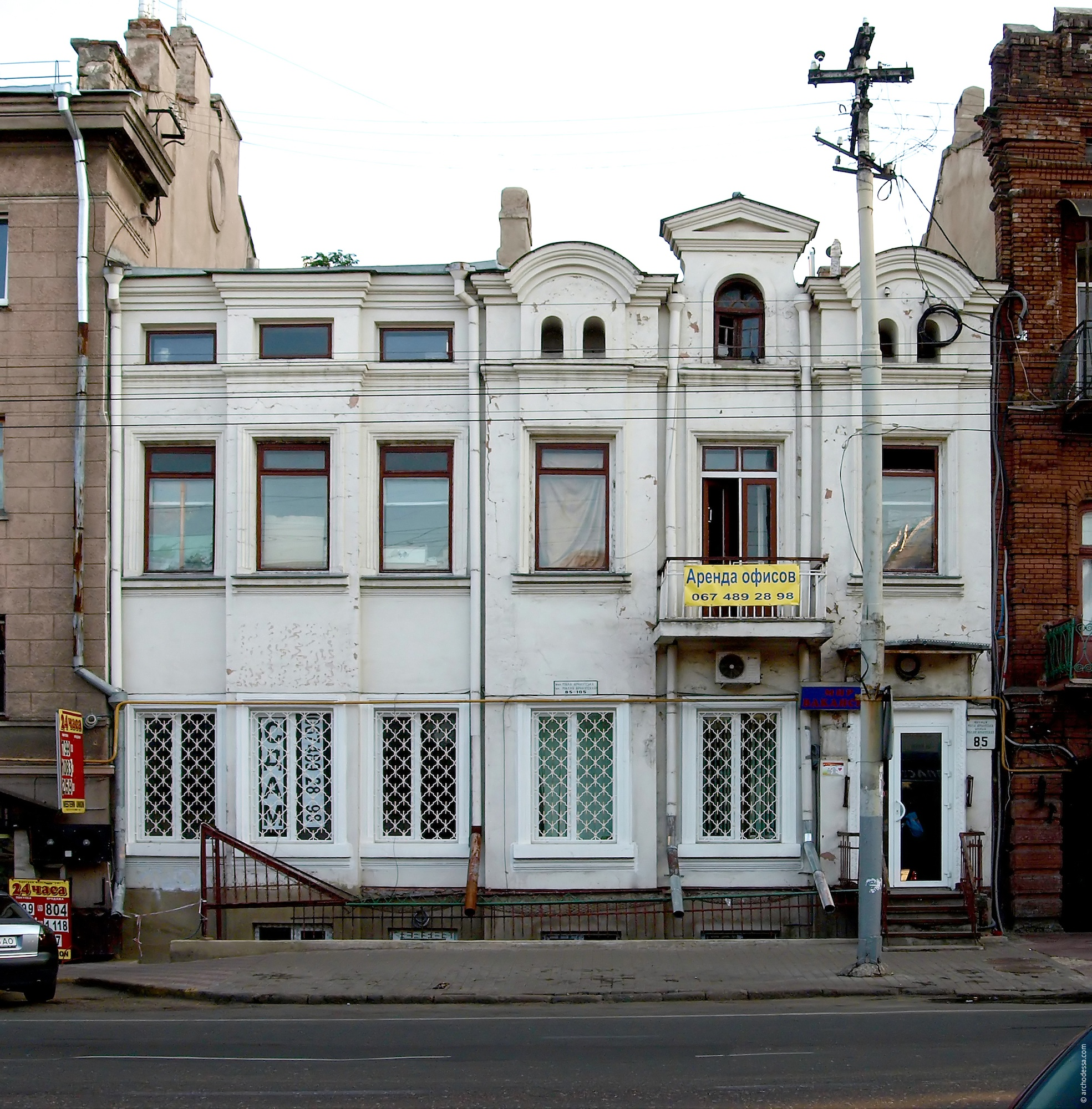
Будинок Гелерфарба (три віконні осі праворуч), 1891 (нині об'єднаний з сусіднім лівим будинком)
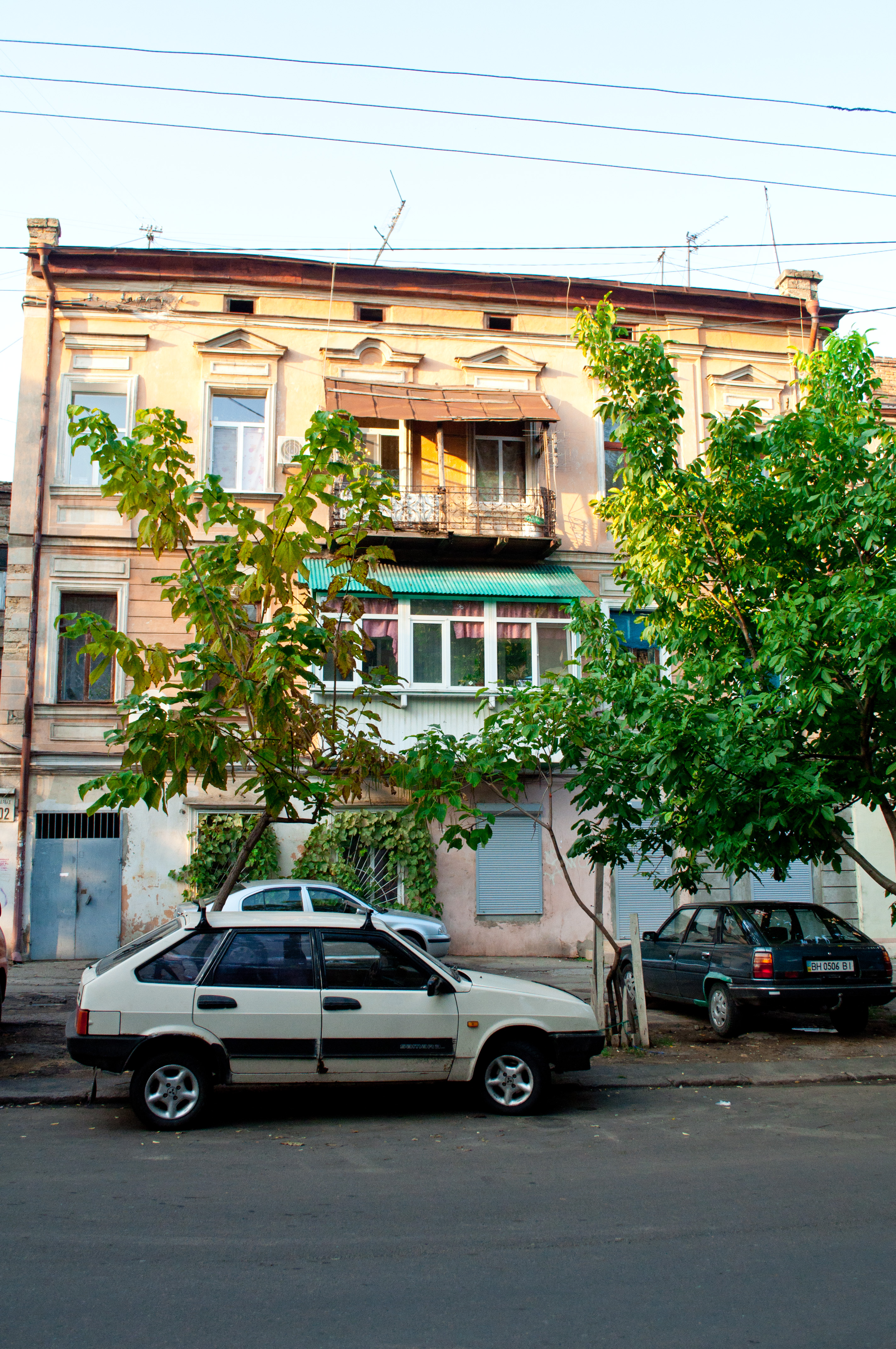
Будинок (Сапожникова), 1891
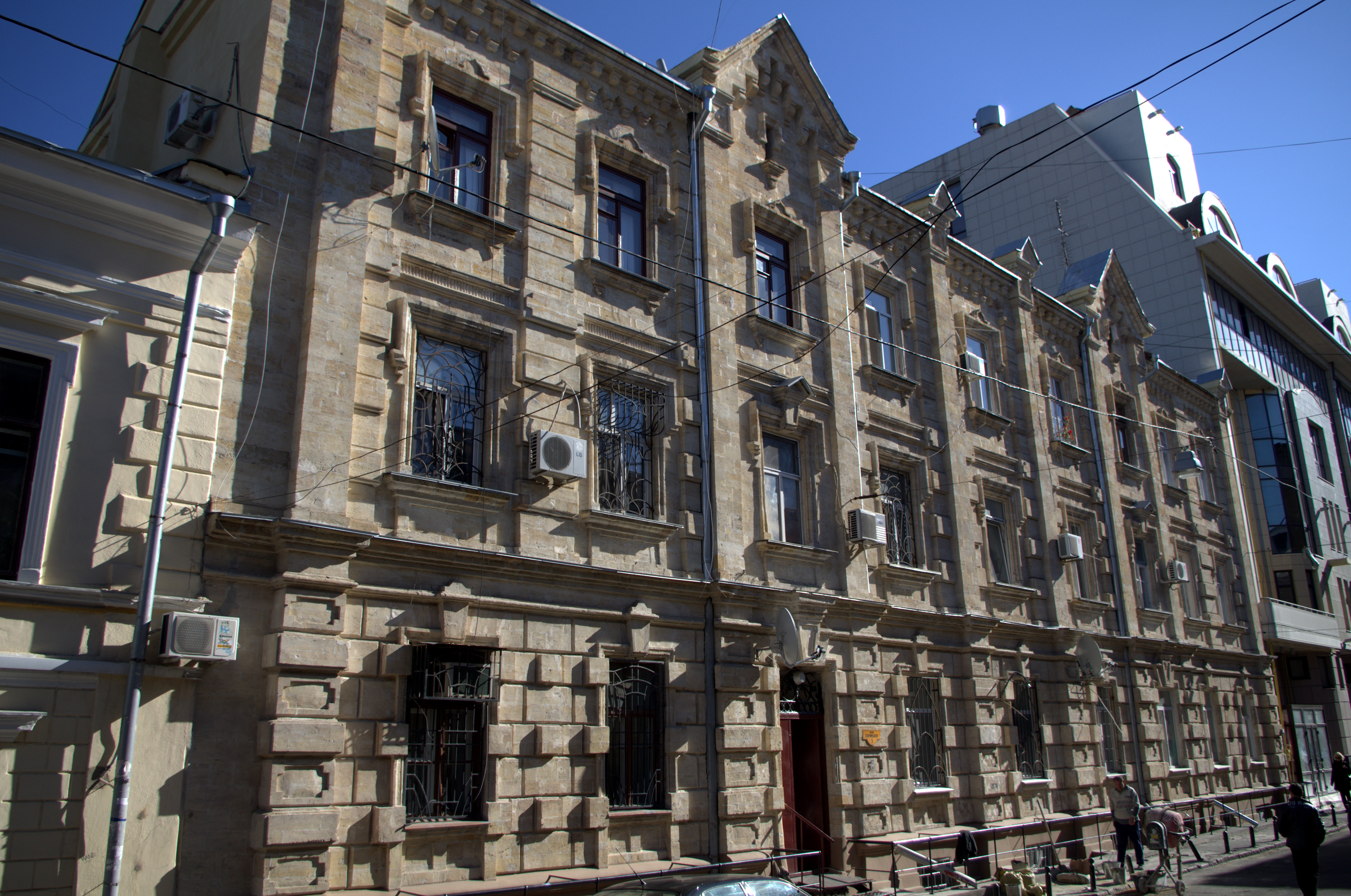
Будинок Веліканова, 1891
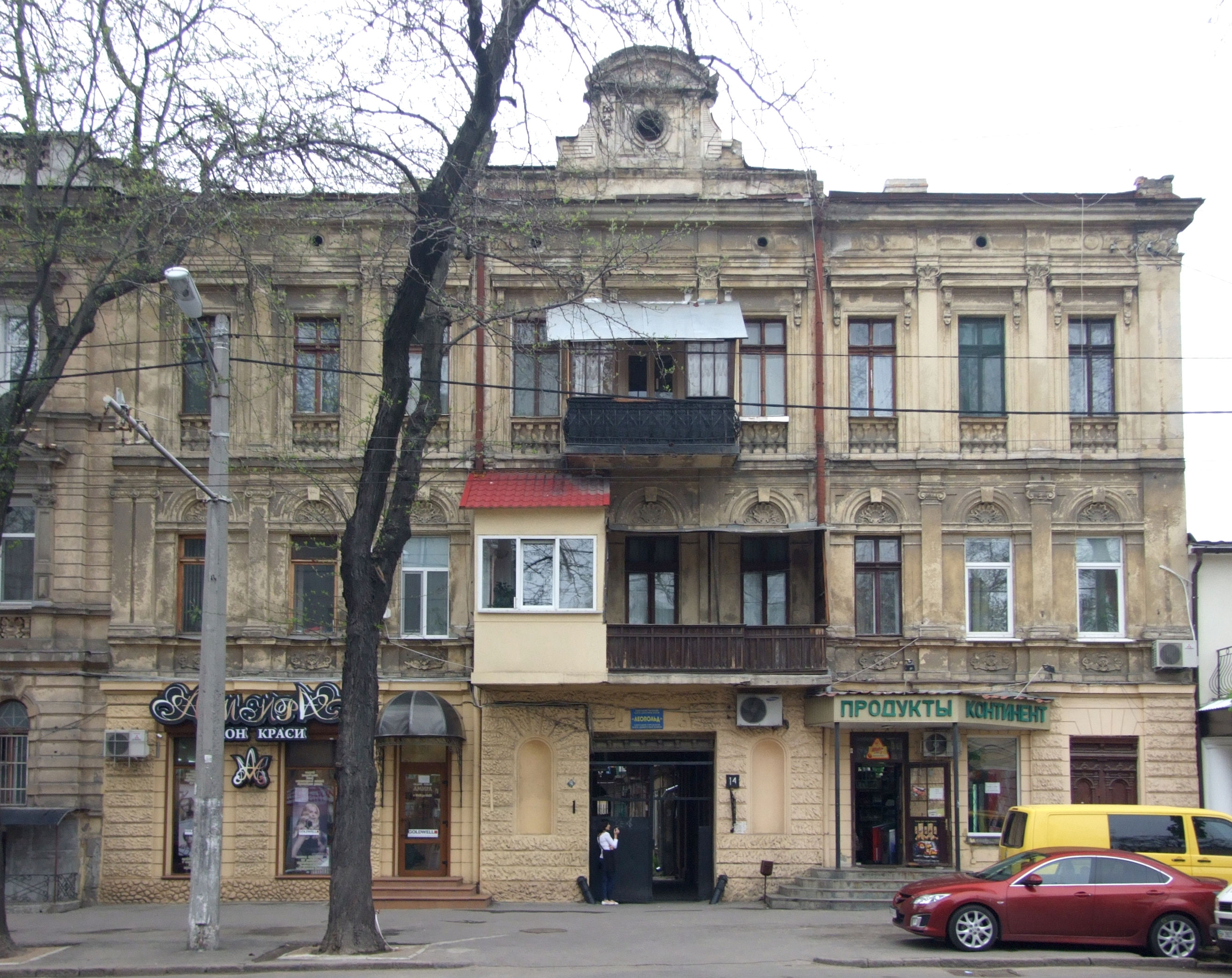
Будинок Зелинковської, 1893
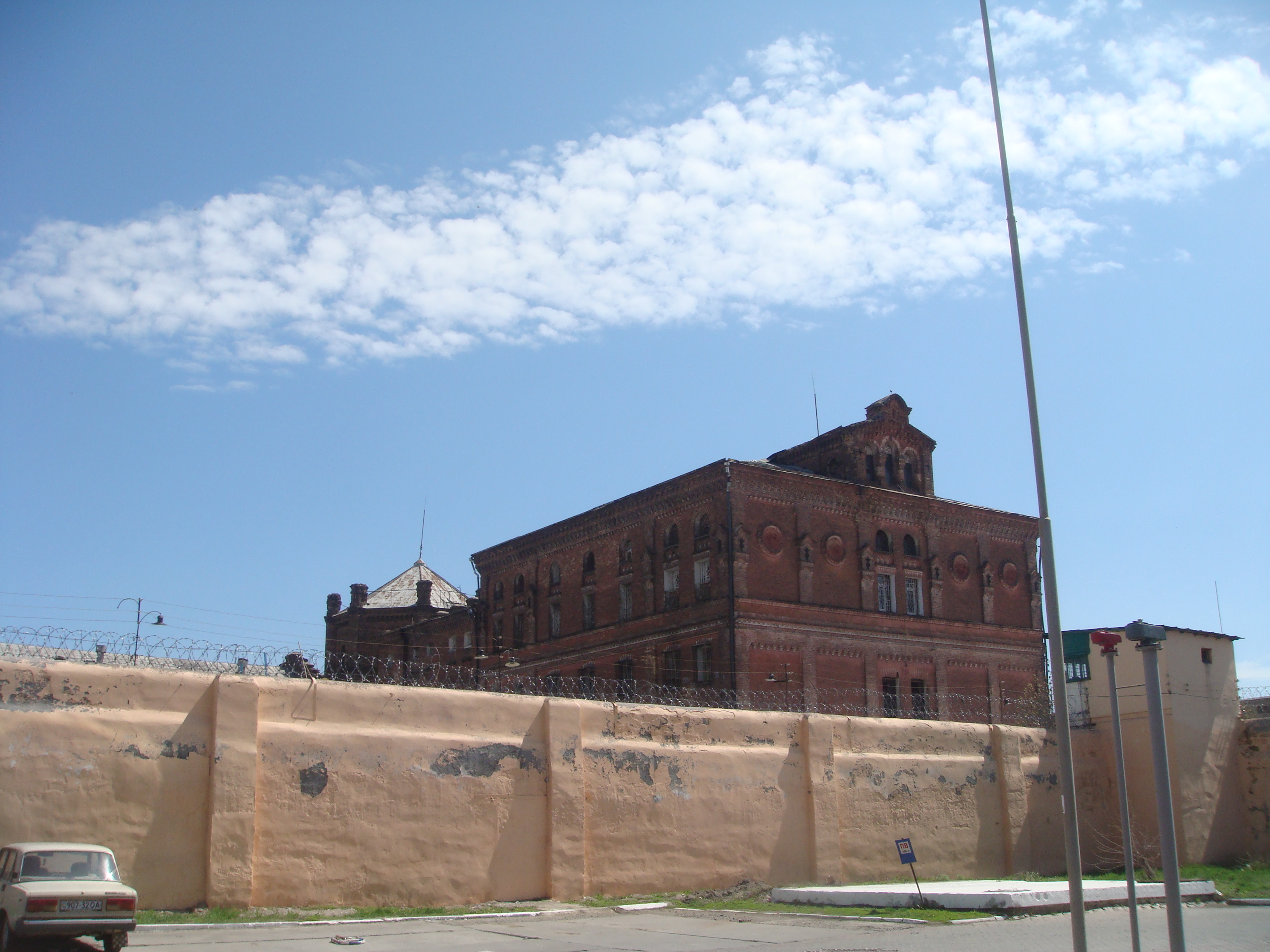
Одеський тюремний замок, 1894
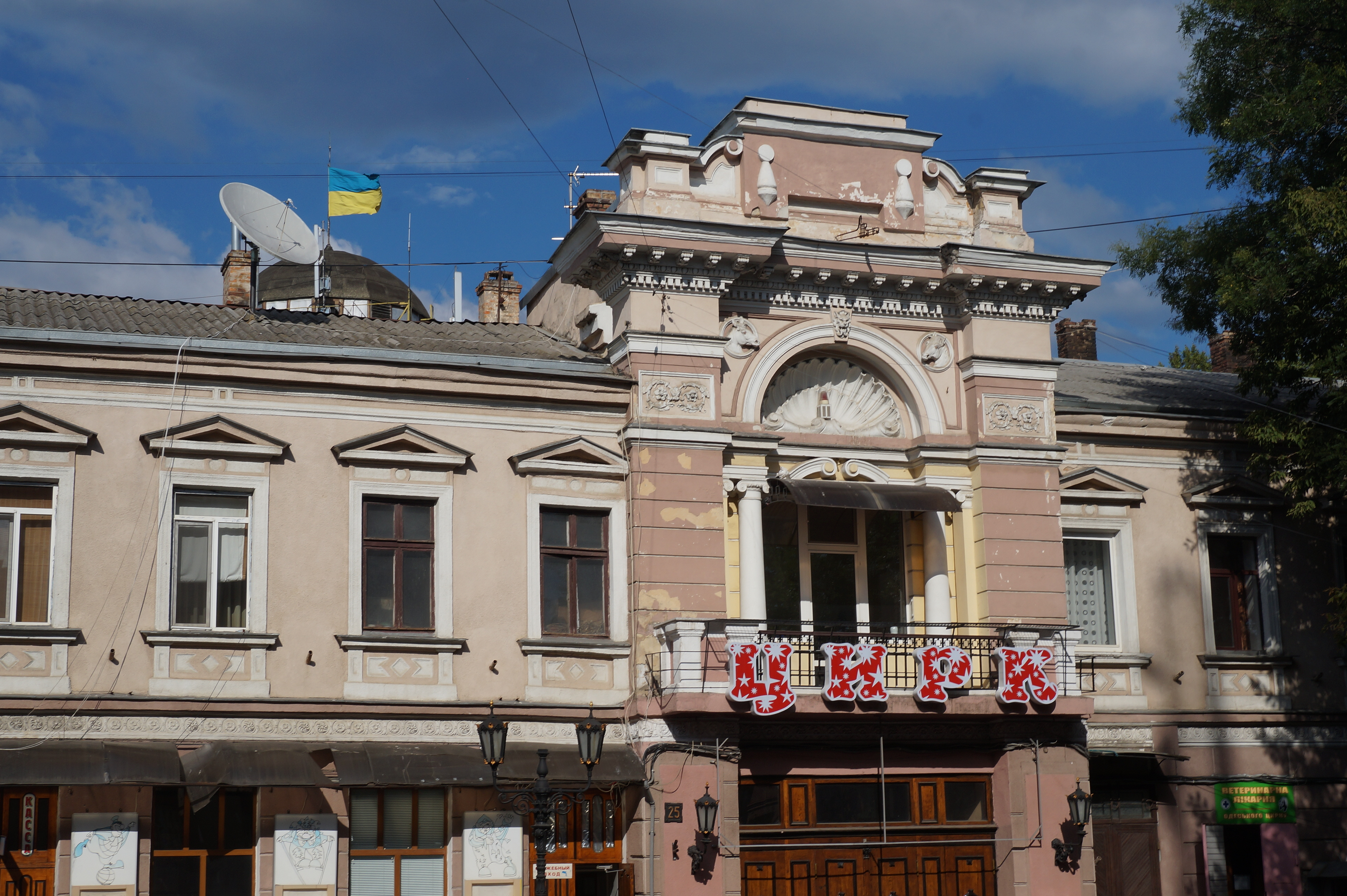
Цирк Санценбахера (спільно з інж. А. Г. Гельфандом), 1894
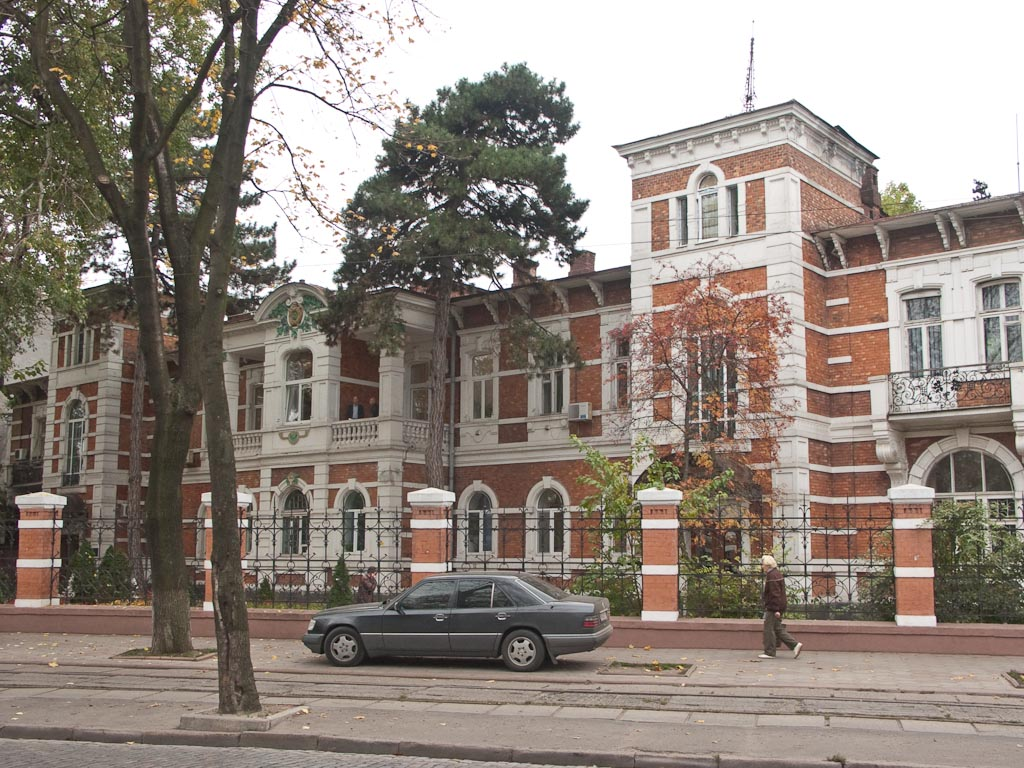
Винні склади удільного відомства, 1895
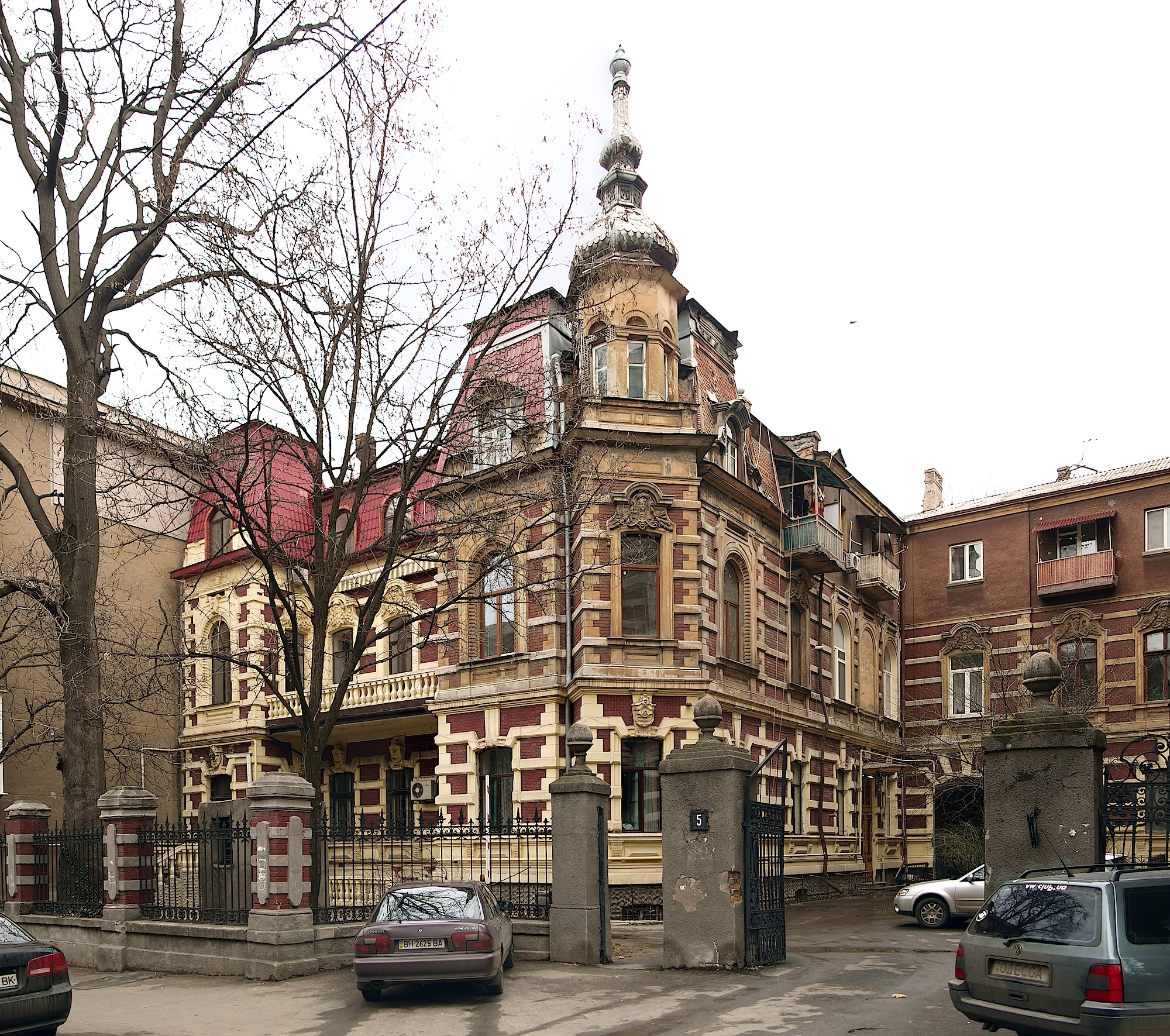
Будинок Вейнштейна, ймовірно сер. 1890-х
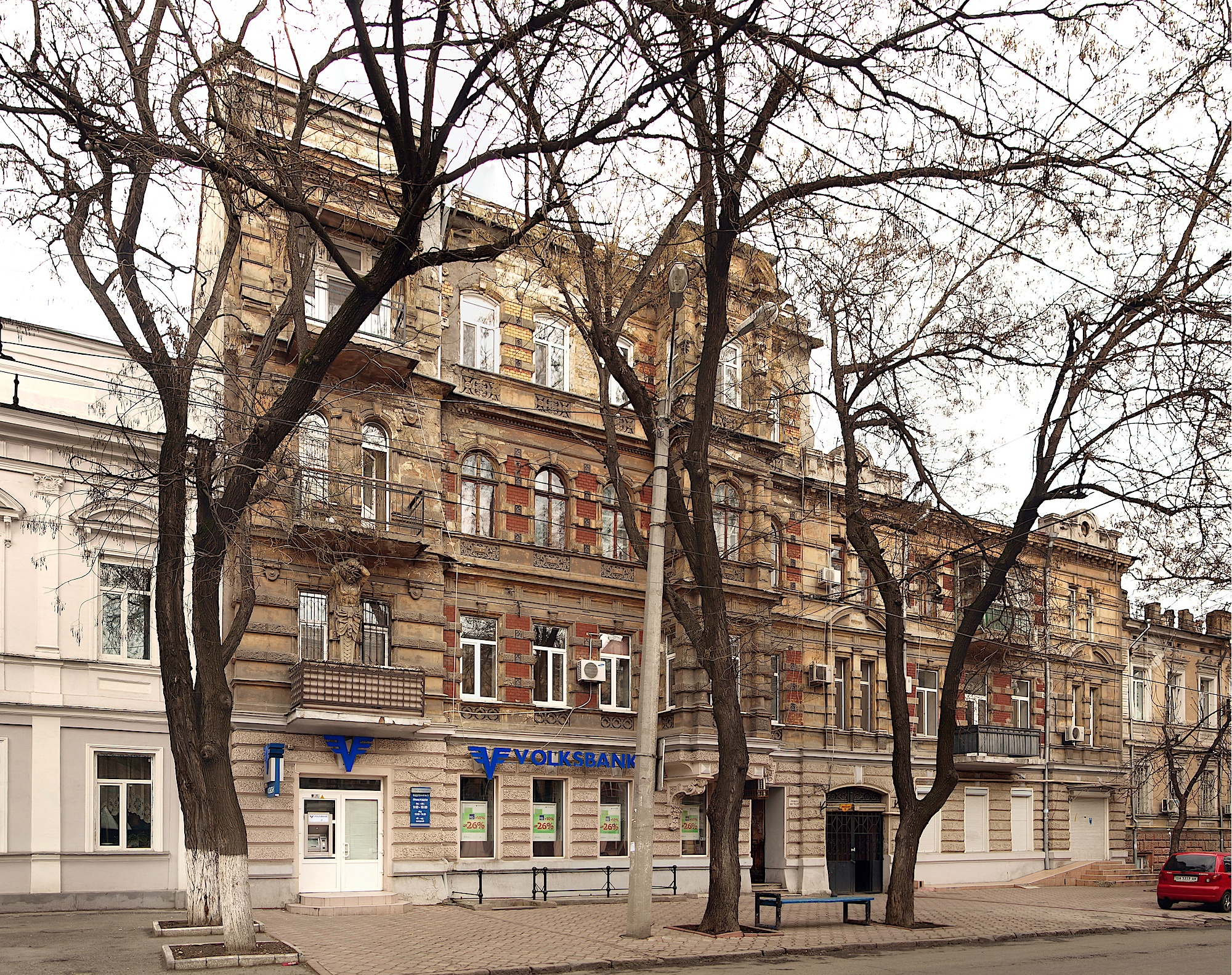
Будинок Л. Л. Влодека, 1898
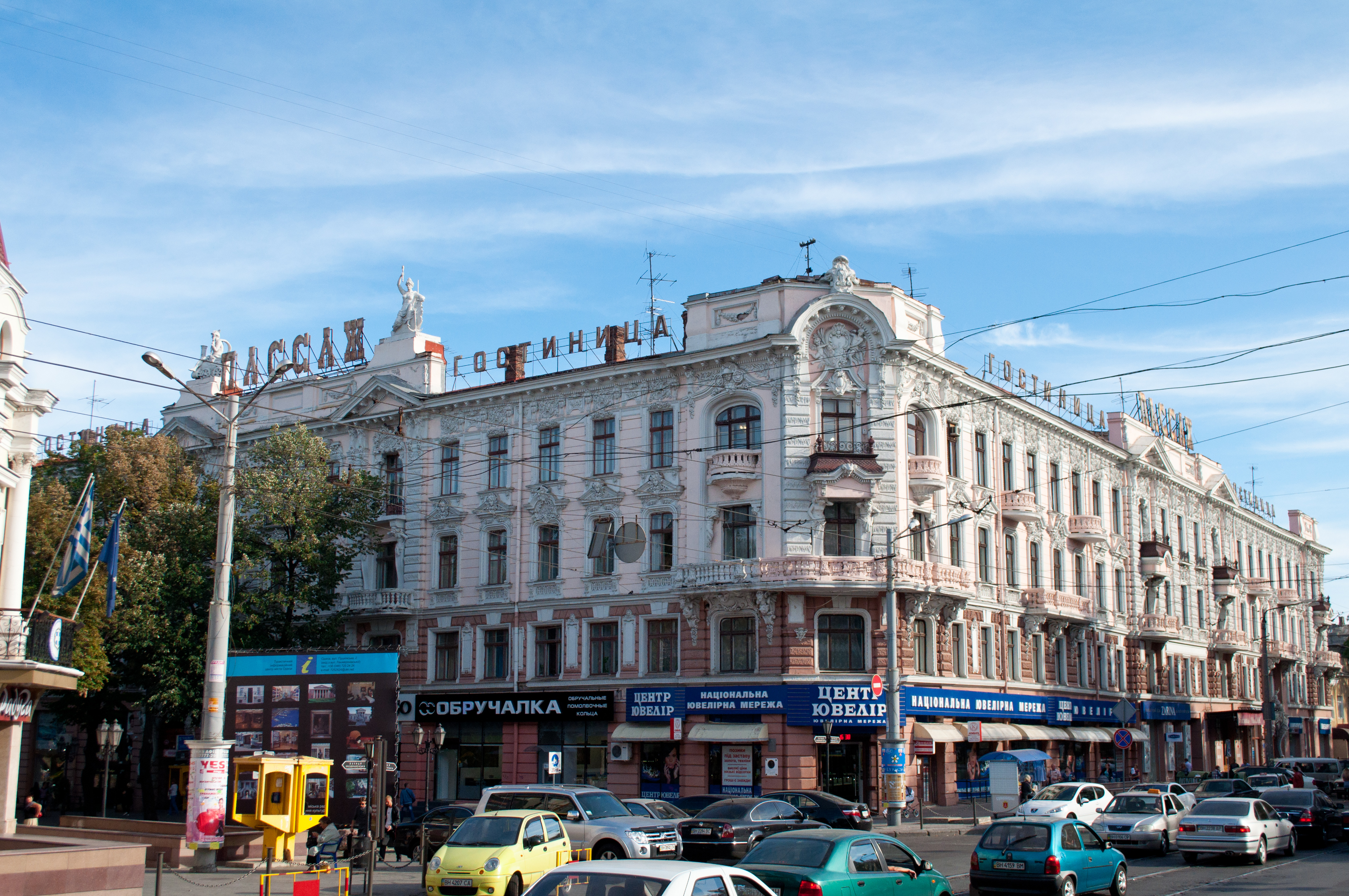
Пасаж Менделевича (спільно з Т. Л. Фішелем і С. І. Мільманом), 1898 - 1899
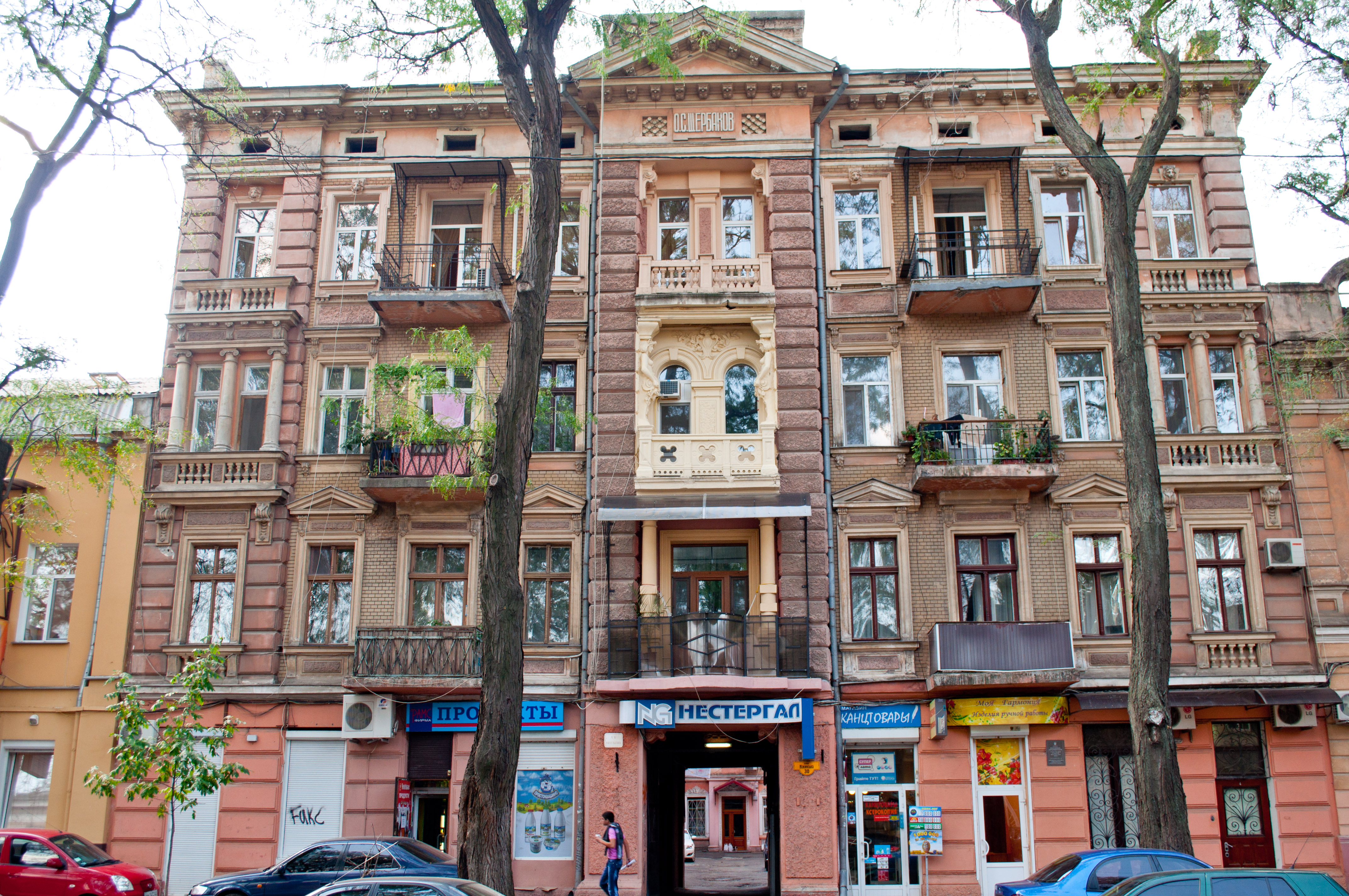
Будинок О. С. Щербакова, 1901 р. (флігелі - 1899 р.)
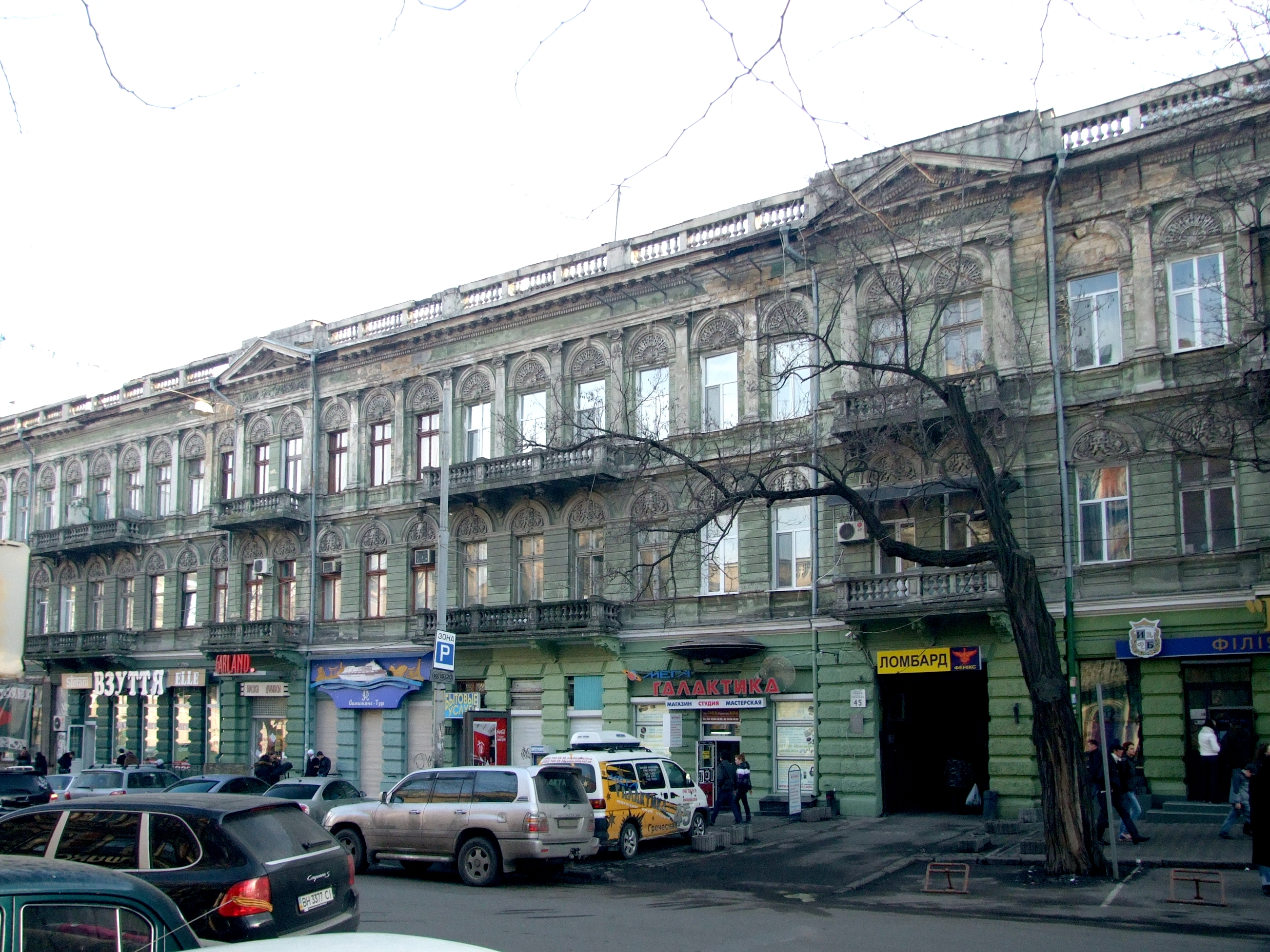
Будинок Юр'євича по Грецькій, поч. ХХ ст.
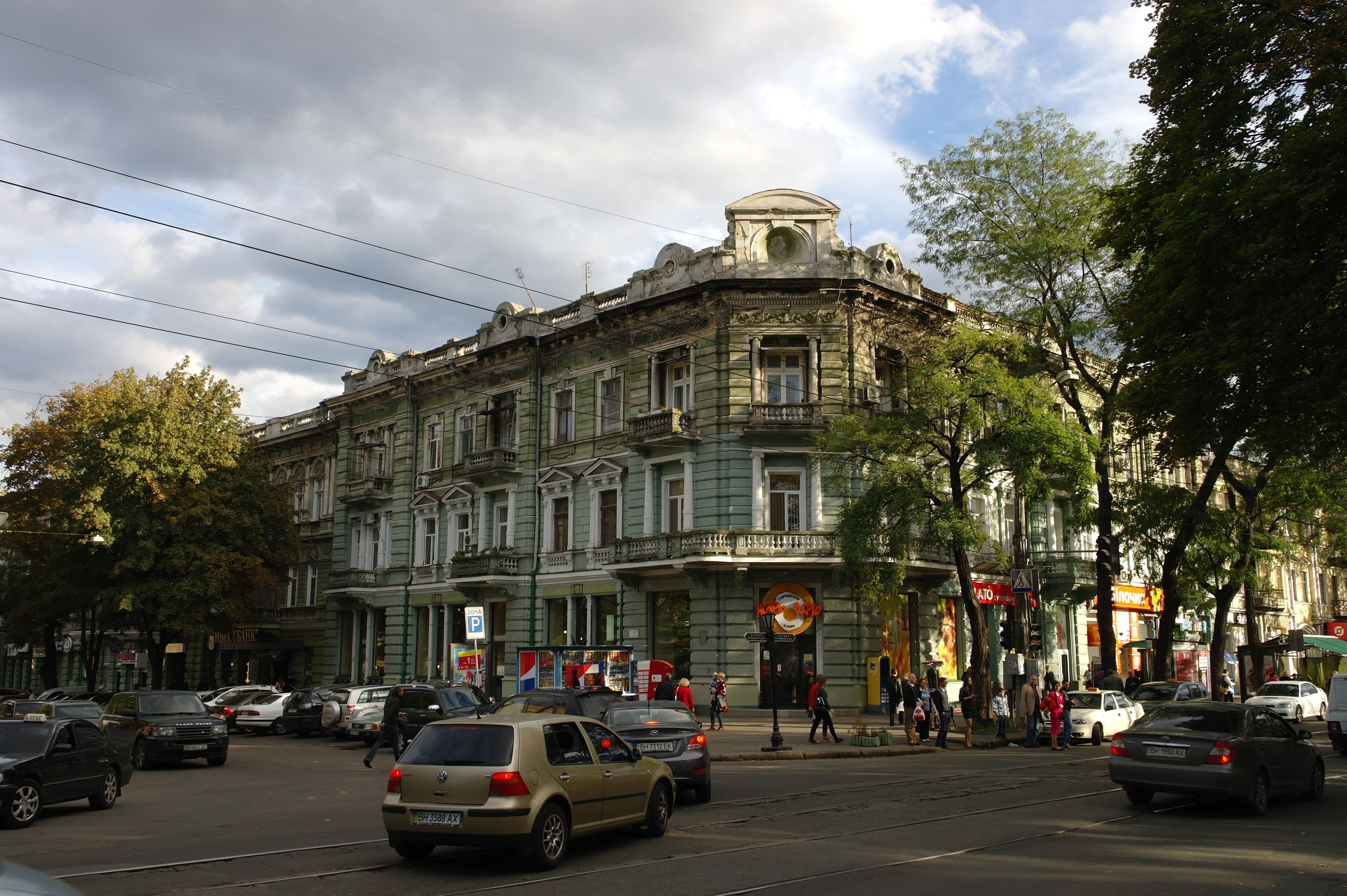
Будинок Юр'євича (кутовий), поч. ХХ ст.
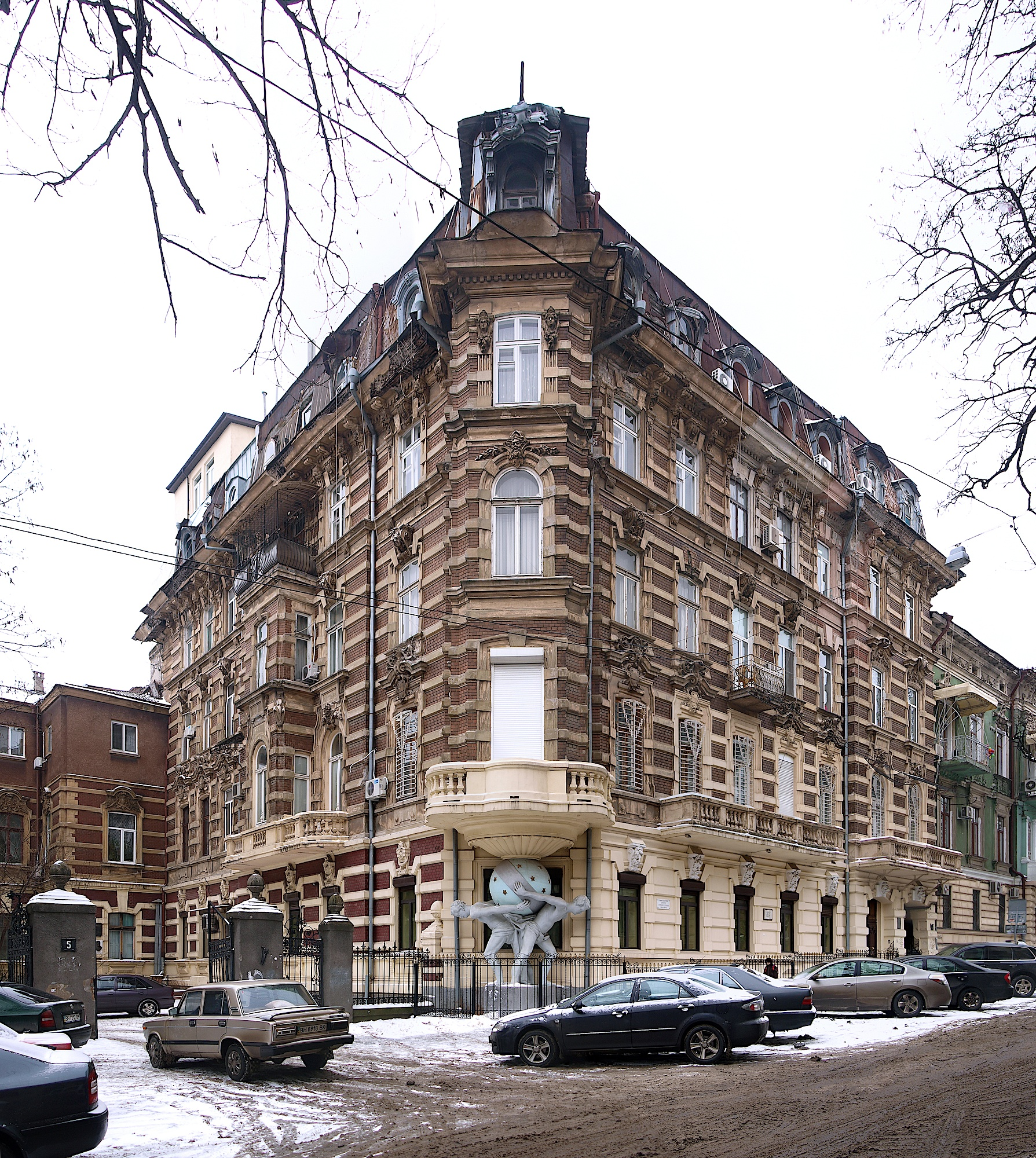
Будинок Фальц-Фейна, 1899 - 1900
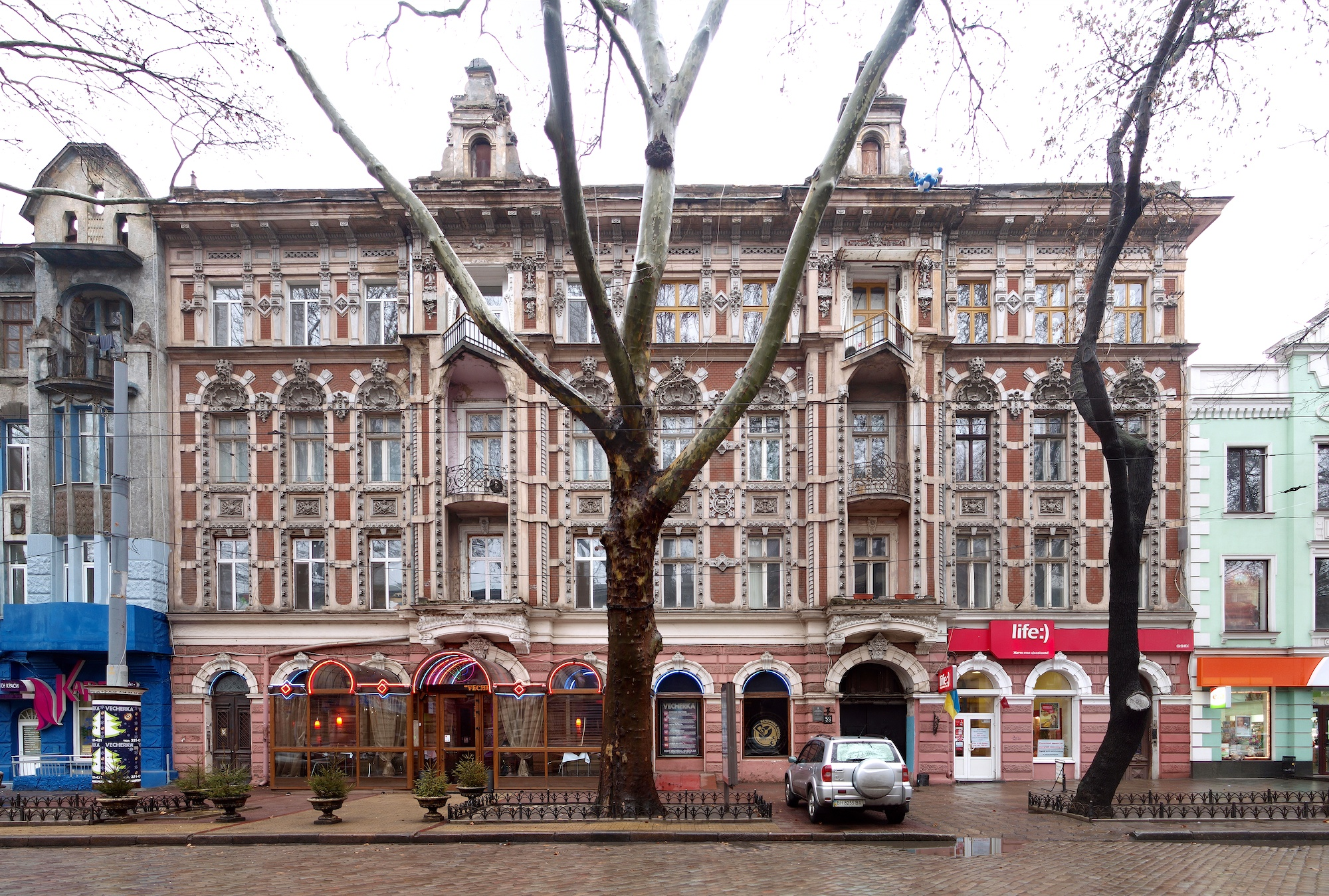
Будинок Раухверхера, ? - 1901
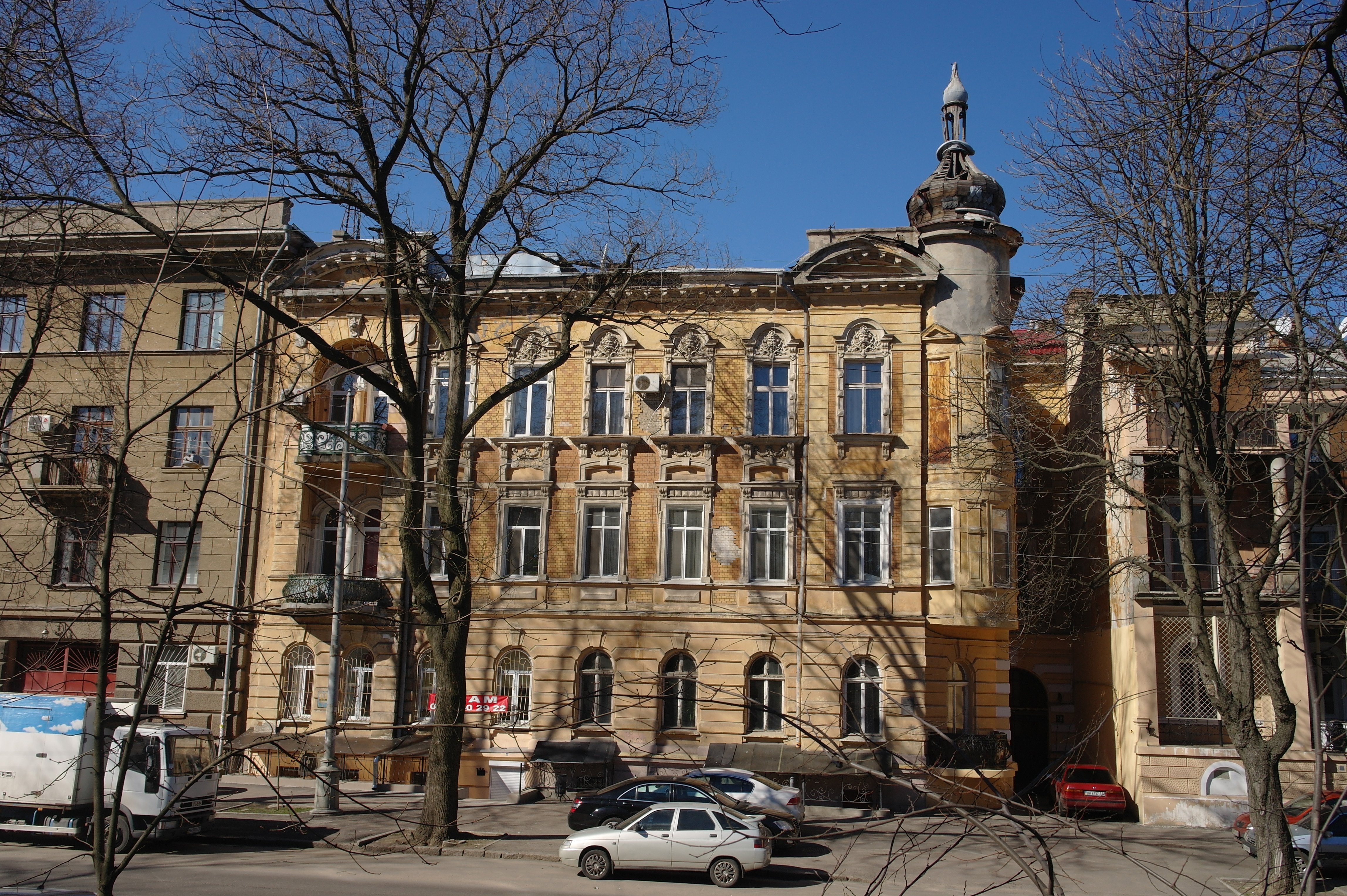
Будинок Петрової, 1902
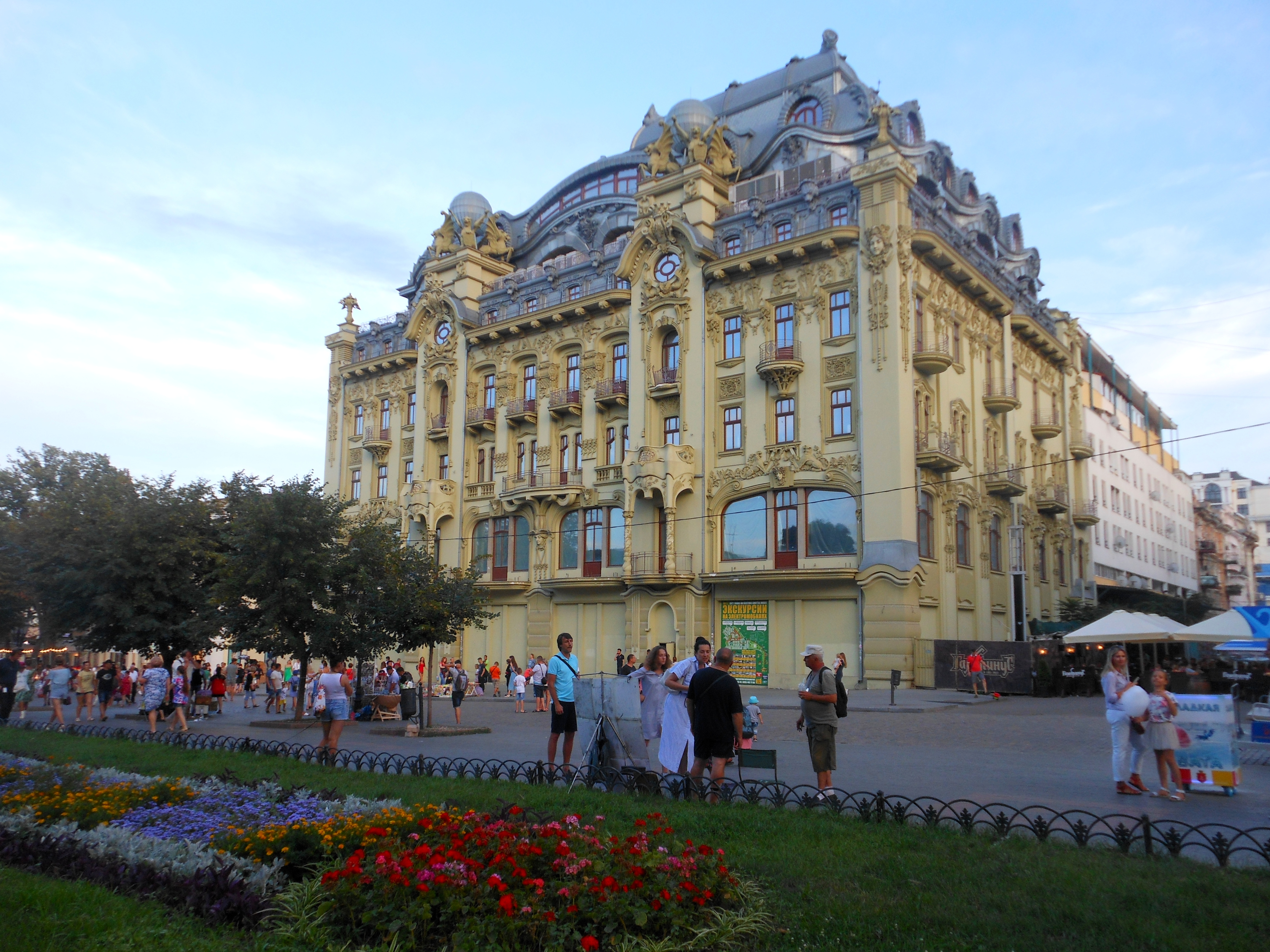
Готель «Великий Московський» (спільно з Т. Л. Фішелем і С. І. Мільманом), 1902 - 1904
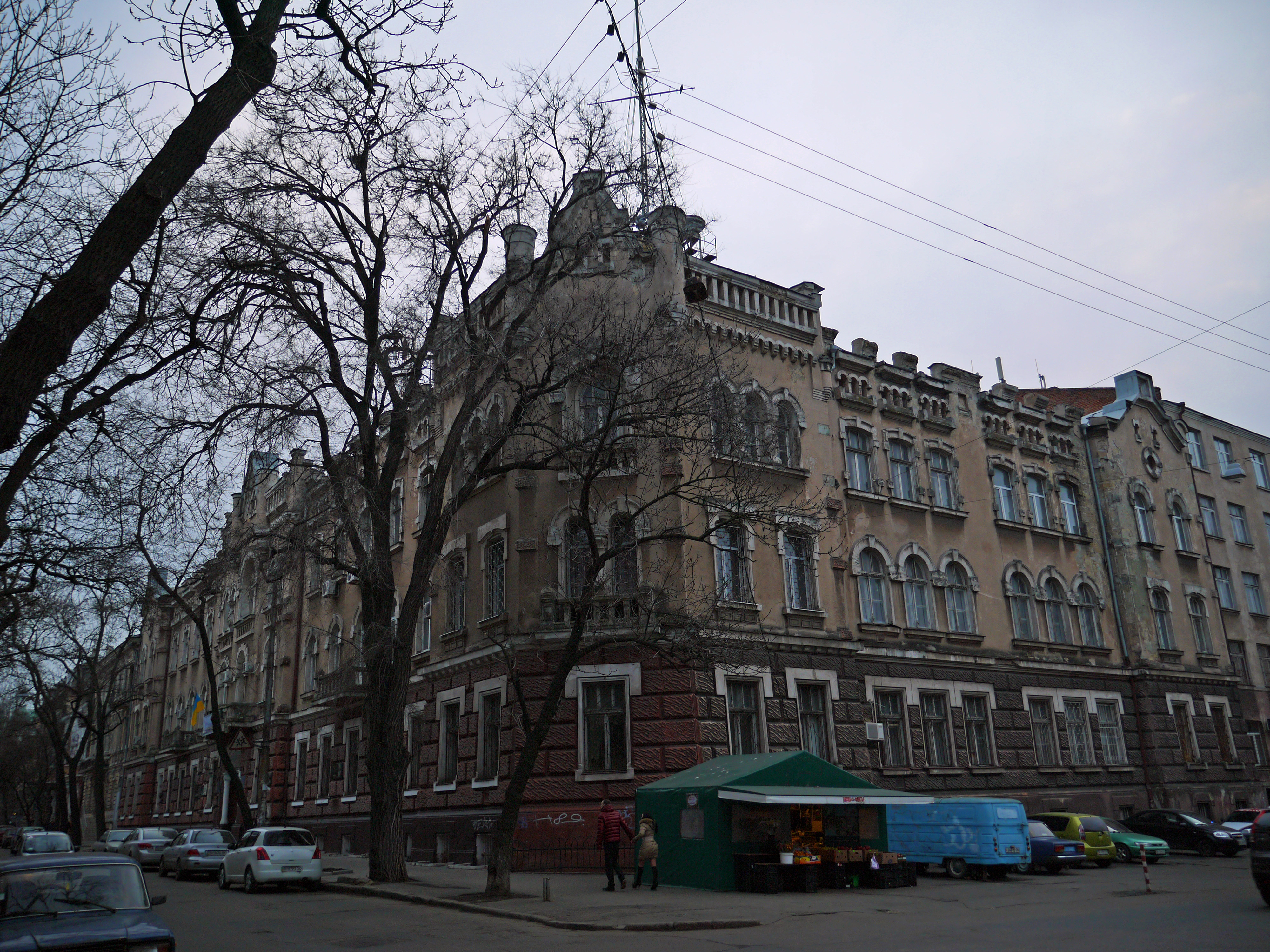
Училище торгового мореплавства, проект: Т. Л. Фішелем, 1902 - 1904
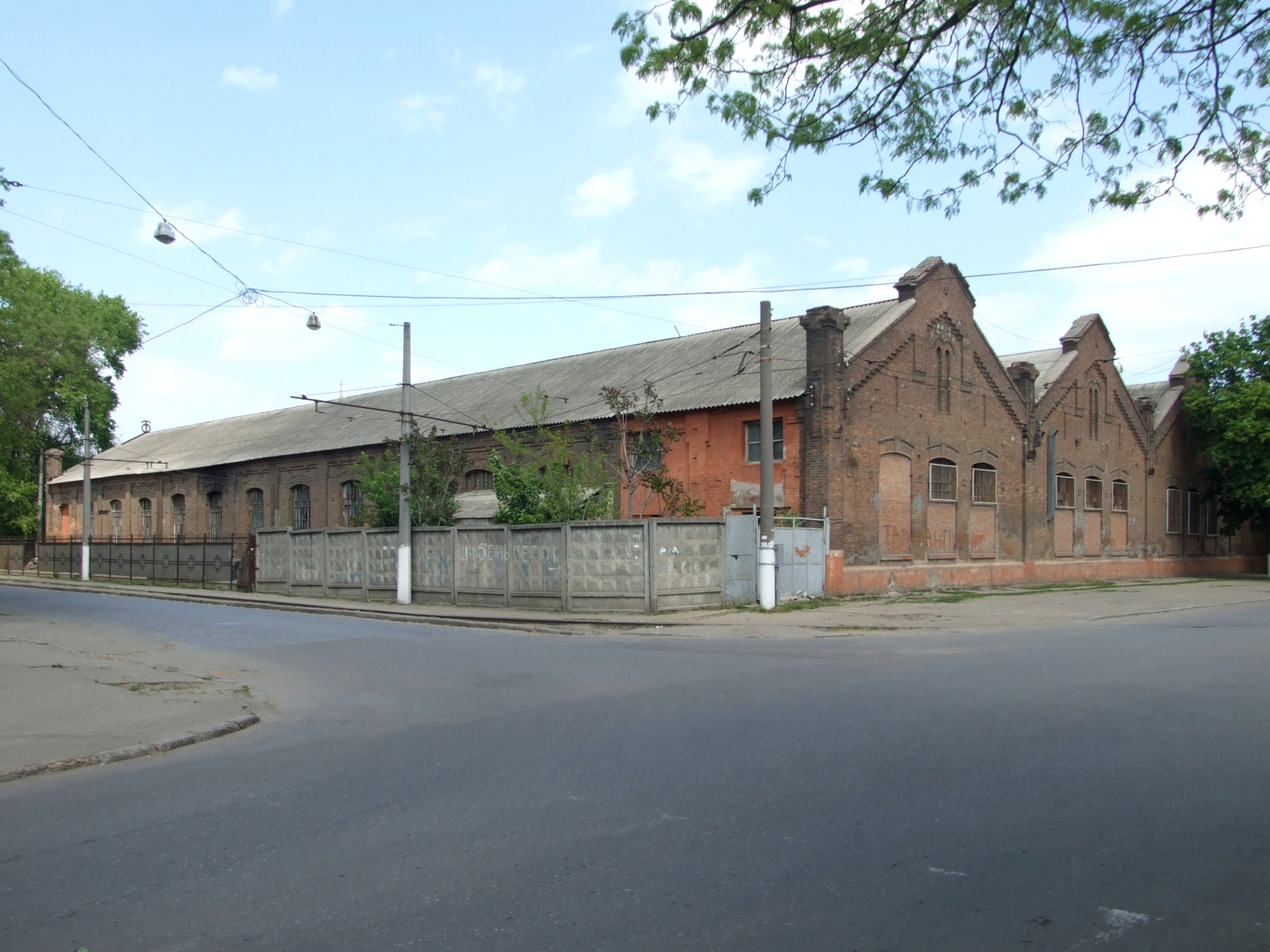
Ангар Великовокзального трамвайного депо, 1910-і
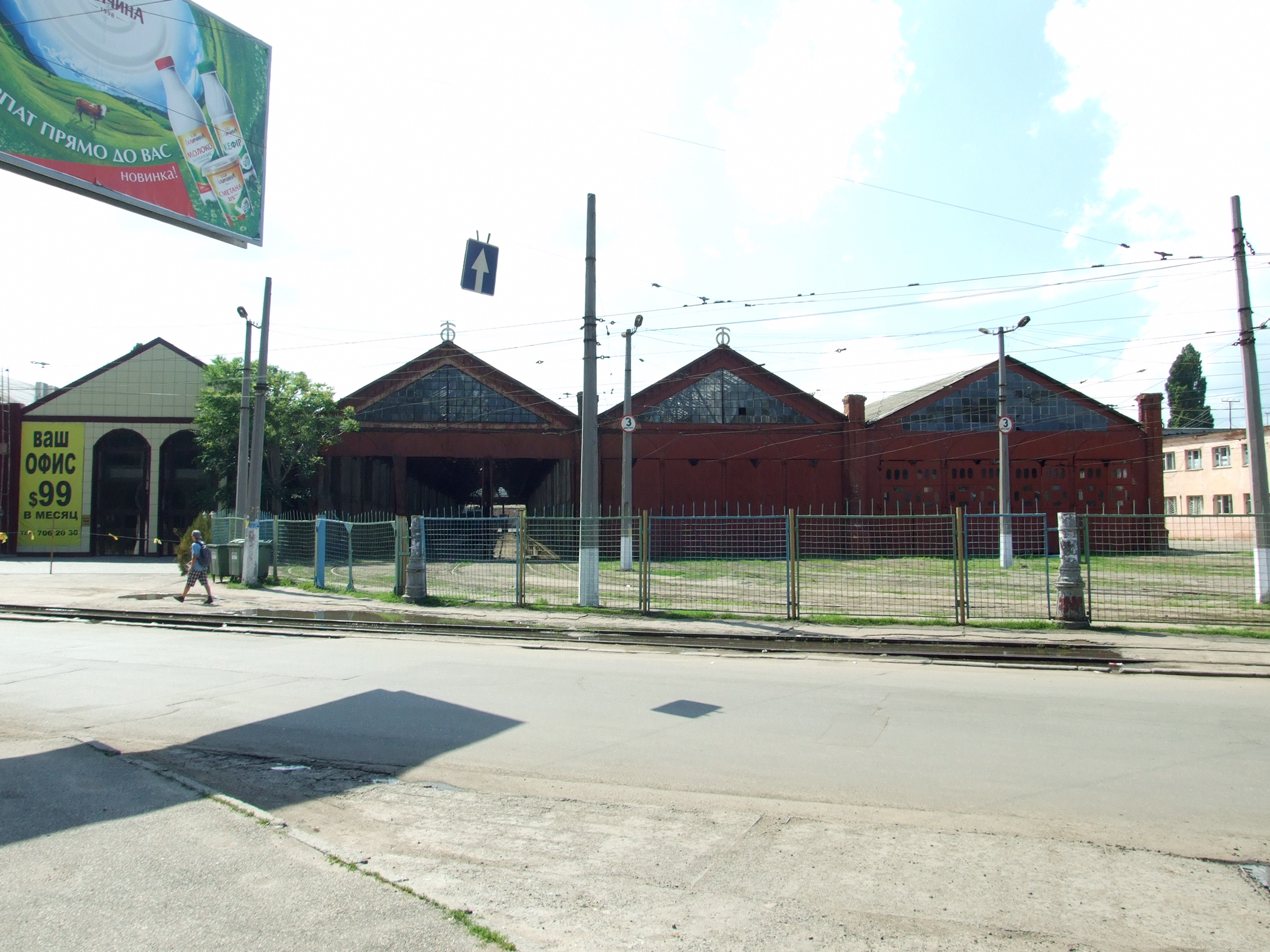
Ангар Рішельєвського трамвайного депо, 1910-і